# فهرست سیارک‌ها (۱۷۳۰۰۱–۱۷۴۰۰۱)
فهرست سیارک‌ها (۱۷۳۰۰۱ - ۱۷۴۰۰۱) فهرست سیارک‌ها از ۱۷۳۰۰۱ تا ۱۷۴۰۰۱ است.
| نام    | نام انگلیسی | تاریخ کشف       |
| ------ | ----------- | --------------- |
| ۱۷۳۰۰۱ | 2006 MH15   | ۲۰ ژوئن ۲۰۰۶    |
| ۱۷۳۰۰۲ | Dorfi       | ۱۷ ژوئیه ۲۰۰۶   |
| ۱۷۳۰۰۳ | 2006 OD6    | ۱۸ ژوئیه ۲۰۰۶   |
| ۱۷۳۰۰۴ | 2006 OH14   | ۲۱ ژوئیه ۲۰۰۶   |
| ۱۷۳۰۰۵ | 2006 OQ20   | ۳۰ ژوئیه ۲۰۰۶   |
| ۱۷۳۰۰۶ | 2006 PC6    | ۱۲ اوت ۲۰۰۶     |
| ۱۷۳۰۰۷ | 2006 PU6    | ۱۲ اوت ۲۰۰۶     |
| ۱۷۳۰۰۸ | 2006 PL9    | ۱۳ اوت ۲۰۰۶     |
| ۱۷۳۰۰۹ | 2006 PB10   | ۱۳ اوت ۲۰۰۶     |
| ۱۷۳۰۱۰ | 2006 PW11   | ۱۳ اوت ۲۰۰۶     |
| ۱۷۳۰۱۱ | 2006 PL13   | ۱۴ اوت ۲۰۰۶     |
| ۱۷۳۰۱۲ | 2006 PG17   | ۱۵ اوت ۲۰۰۶     |
| ۱۷۳۰۱۳ | 2006 PQ19   | ۱۳ اوت ۲۰۰۶     |
| ۱۷۳۰۱۴ | 2006 PF22   | ۱۵ اوت ۲۰۰۶     |
| ۱۷۳۰۱۵ | 2006 PX25   | ۱۳ اوت ۲۰۰۶     |
| ۱۷۳۰۱۶ | 2006 PZ26   | ۱۵ اوت ۲۰۰۶     |
| ۱۷۳۰۱۷ | 2006 PO27   | ۱۳ اوت ۲۰۰۶     |
| ۱۷۳۰۱۸ | 2006 PS27   | ۱۳ اوت ۲۰۰۶     |
| ۱۷۳۰۱۹ | 2006 PT29   | ۱۲ اوت ۲۰۰۶     |
| ۱۷۳۰۲۰ | 2006 PF37   | ۱۲ اوت ۲۰۰۶     |
| ۱۷۳۰۲۱ | 2006 QW1    | ۱۷ اوت ۲۰۰۶     |
| ۱۷۳۰۲۲ | 2006 QU2    | ۱۷ اوت ۲۰۰۶     |
| ۱۷۳۰۲۳ | 2006 QX3    | ۱۸ اوت ۲۰۰۶     |
| ۱۷۳۰۲۴ | 2006 QG7    | ۱۷ اوت ۲۰۰۶     |
| ۱۷۳۰۲۵ | 2006 QA17   | ۱۷ اوت ۲۰۰۶     |
| ۱۷۳۰۲۶ | 2006 QL18   | ۱۷ اوت ۲۰۰۶     |
| ۱۷۳۰۲۷ | 2006 QO18   | ۱۷ اوت ۲۰۰۶     |
| ۱۷۳۰۲۸ | 2006 QP18   | ۱۷ اوت ۲۰۰۶     |
| ۱۷۳۰۲۹ | 2006 QQ19   | ۱۷ اوت ۲۰۰۶     |
| ۱۷۳۰۳۰ | 2006 QE29   | ۲۱ اوت ۲۰۰۶     |
| ۱۷۳۰۳۱ | 2006 QM29   | ۱۶ اوت ۲۰۰۶     |
| ۱۷۳۰۳۲ | 2006 QF40   | ۲۵ اوت ۲۰۰۶     |
| ۱۷۳۰۳۳ | 2006 QX44   | ۱۹ اوت ۲۰۰۶     |
| ۱۷۳۰۳۴ | 2006 QG45   | ۱۹ اوت ۲۰۰۶     |
| ۱۷۳۰۳۵ | 2006 QL50   | ۲۲ اوت ۲۰۰۶     |
| ۱۷۳۰۳۶ | 2006 QR51   | ۲۳ اوت ۲۰۰۶     |
| ۱۷۳۰۳۷ | 2006 QK57   | ۲۵ اوت ۲۰۰۶     |
| ۱۷۳۰۳۸ | 2006 QZ76   | ۲۱ اوت ۲۰۰۶     |
| ۱۷۳۰۳۹ | 2006 QW80   | ۲۴ اوت ۲۰۰۶     |
| ۱۷۳۰۴۰ | 2006 QV92   | ۱۶ اوت ۲۰۰۶     |
| ۱۷۳۰۴۱ | 2006 QD96   | ۱۶ اوت ۲۰۰۶     |
| ۱۷۳۰۴۲ | 2006 QU96   | ۱۶ اوت ۲۰۰۶     |
| ۱۷۳۰۴۳ | 2006 QP104  | ۲۸ اوت ۲۰۰۶     |
| ۱۷۳۰۴۴ | 2006 QL107  | ۲۸ اوت ۲۰۰۶     |
| ۱۷۳۰۴۵ | 2006 QP114  | ۲۷ اوت ۲۰۰۶     |
| ۱۷۳۰۴۶ | 2006 QD116  | ۲۷ اوت ۲۰۰۶     |
| ۱۷۳۰۴۷ | 2006 QJ121  | ۲۹ اوت ۲۰۰۶     |
| ۱۷۳۰۴۸ | 2006 QQ128  | ۱۷ اوت ۲۰۰۶     |
| ۱۷۳۰۴۹ | 2006 QH141  | ۱۸ اوت ۲۰۰۶     |
| ۱۷۳۰۵۰ | 2006 QU142  | ۳۱ اوت ۲۰۰۶     |
| ۱۷۳۰۵۱ | 2006 QM168  | ۳۰ اوت ۲۰۰۶     |
| ۱۷۳۰۵۲ | 2006 QP170  | ۱۹ اوت ۲۰۰۶     |
| ۱۷۳۰۵۳ | 2006 RU9    | ۱۳ سپتامبر ۲۰۰۶ |
| ۱۷۳۰۵۴ | 2006 RR71   | ۱۵ سپتامبر ۲۰۰۶ |
| ۱۷۳۰۵۵ | 2006 RT79   | ۱۵ سپتامبر ۲۰۰۶ |
| ۱۷۳۰۵۶ | 2006 SP8    | ۱۶ سپتامبر ۲۰۰۶ |
| ۱۷۳۰۵۷ | 2006 SD51   | ۱۷ سپتامبر ۲۰۰۶ |
| ۱۷۳۰۵۸ | 2006 SY53   | ۱۶ سپتامبر ۲۰۰۶ |
| ۱۷۳۰۵۹ | 2006 SE56   | ۱۹ سپتامبر ۲۰۰۶ |
| ۱۷۳۰۶۰ | 2006 SA59   | ۱۶ سپتامبر ۲۰۰۶ |
| ۱۷۳۰۶۱ | 2006 SQ59   | ۱۶ سپتامبر ۲۰۰۶ |
| ۱۷۳۰۶۲ | 2006 SD86   | ۱۸ سپتامبر ۲۰۰۶ |
| ۱۷۳۰۶۳ | 2006 SG93   | ۱۸ سپتامبر ۲۰۰۶ |
| ۱۷۳۰۶۴ | 2006 SD122  | ۱۹ سپتامبر ۲۰۰۶ |
| ۱۷۳۰۶۵ | 2006 SZ123  | ۱۹ سپتامبر ۲۰۰۶ |
| ۱۷۳۰۶۶ | 2006 SY127  | ۱۷ سپتامبر ۲۰۰۶ |
| ۱۷۳۰۶۷ | 2006 SX148  | ۱۹ سپتامبر ۲۰۰۶ |
| ۱۷۳۰۶۸ | 2006 SU171  | ۲۵ سپتامبر ۲۰۰۶ |
| ۱۷۳۰۶۹ | 2006 SQ199  | ۲۴ سپتامبر ۲۰۰۶ |
| ۱۷۳۰۷۰ | 2006 SW256  | ۲۶ سپتامبر ۲۰۰۶ |
| ۱۷۳۰۷۱ | 2006 SM280  | ۲۹ سپتامبر ۲۰۰۶ |
| ۱۷۳۰۷۲ | 2006 SG387  | ۳۰ سپتامبر ۲۰۰۶ |
| ۱۷۳۰۷۳ | 2006 TS49   | ۱۲ اکتبر ۲۰۰۶   |
| ۱۷۳۰۷۴ | 2006 TU60   | ۱۴ اکتبر ۲۰۰۶   |
| ۱۷۳۰۷۴ | 2006 UC     | ۱۶ اکتبر ۲۰۰۶   |
| ۱۷۳۰۷۶ | 2006 UV50   | ۱۷ اکتبر ۲۰۰۶   |
| ۱۷۳۰۷۷ | 2006 UH134  | ۱۹ اکتبر ۲۰۰۶   |
| ۱۷۳۰۷۸ | 2006 UM187  | ۱۹ اکتبر ۲۰۰۶   |
| ۱۷۳۰۷۹ | 2006 UY187  | ۱۹ اکتبر ۲۰۰۶   |
| ۱۷۳۰۸۰ | 2006 UN188  | ۱۹ اکتبر ۲۰۰۶   |
| ۱۷۳۰۸۱ | 2006 UD219  | ۱۶ اکتبر ۲۰۰۶   |
| ۱۷۳۰۸۲ | 2006 UT265  | ۲۷ اکتبر ۲۰۰۶   |
| ۱۷۳۰۸۳ | 2006 WG80   | ۱۸ نوامبر ۲۰۰۶  |
| ۱۷۳۰۸۴ | 2007 PO1    | ۵ اوت ۲۰۰۷      |
| ۱۷۳۰۸۵ | 2007 PY31   | ۸ اوت ۲۰۰۷      |
| ۱۷۳۰۸۶ | Nireus      | ۸ سپتامبر ۲۰۰۷  |
| ۱۷۳۰۸۷ | 2007 RJ20   | ۲ سپتامبر ۲۰۰۷  |
| ۱۷۳۰۸۸ | 2007 RS36   | ۸ سپتامبر ۲۰۰۷  |
| ۱۷۳۰۸۹ | 2007 RJ37   | ۸ سپتامبر ۲۰۰۷  |
| ۱۷۳۰۹۰ | 2007 RJ207  | ۱۰ سپتامبر ۲۰۰۷ |
| ۱۷۳۰۹۱ | 2007 RU217  | ۱۳ سپتامبر ۲۰۰۷ |
| ۱۷۳۰۹۲ | 2007 RP240  | ۱۴ سپتامبر ۲۰۰۷ |
| ۱۷۳۰۹۳ | 2007 TH35   | ۷ اکتبر ۲۰۰۷    |
| ۱۷۳۰۹۴ | 2007 TM69   | ۱۴ اکتبر ۲۰۰۷   |
| ۱۷۳۰۹۵ | 2007 TV73   | ۱۳ اکتبر ۲۰۰۷   |
| ۱۷۳۰۹۶ | 2007 TA79   | ۵ اکتبر ۲۰۰۷    |
| ۱۷۳۰۹۷ | 2007 TJ115  | ۸ اکتبر ۲۰۰۷    |
| ۱۷۳۰۹۸ | 2007 TO129  | ۶ اکتبر ۲۰۰۷    |
| ۱۷۳۰۹۹ | 2007 TR149  | ۸ اکتبر ۲۰۰۷    |
| ۱۷۳۱۰۰ | 2007 TF263  | ۱۰ اکتبر ۲۰۰۷   |
| ۱۷۳۱۰۱ | 2007 TV320  | ۱۳ اکتبر ۲۰۰۷   |
| ۱۷۳۱۰۲ | 2007 TJ379  | ۱۳ اکتبر ۲۰۰۷   |
| ۱۷۳۱۰۳ | 2007 UF38   | ۱۹ اکتبر ۲۰۰۷   |
| ۱۷۳۱۰۴ | 2007 UY114  | ۳۱ اکتبر ۲۰۰۷   |
| ۱۷۳۱۰۵ | 2007 VU5    | ۴ نوامبر ۲۰۰۷   |
| ۱۷۳۱۰۶ | 2007 VN79   | ۳ نوامبر ۲۰۰۷   |
| ۱۷۳۱۰۷ | 2007 VX111  | ۳ نوامبر ۲۰۰۷   |
| ۱۷۳۱۰۸ | Ingola      | ۲۴ سپتامبر ۱۹۶۰ |
| ۱۷۳۱۰۸ | 7635 P-L    | ۱۷ اکتبر ۱۹۶۰   |
| ۱۷۳۱۱۰ | 2323 T-1    | ۲۵ مارس ۱۹۷۱    |
| ۱۷۳۱۱۱ | 2059 T-2    | ۲۹ سپتامبر ۱۹۷۳ |
| ۱۷۳۱۱۲ | 4327 T-2    | ۲۹ سپتامبر ۱۹۷۳ |
| ۱۷۳۱۱۳ | 5038 T-2    | ۲۵ سپتامبر ۱۹۷۳ |
| ۱۷۳۱۱۴ | 1195 T-3    | ۱۷ اکتبر ۱۹۷۷   |
| ۱۷۳۱۱۵ | 3145 T-3    | ۱۶ اکتبر ۱۹۷۷   |
| ۱۷۳۱۱۶ | 4162 T-3    | ۱۶ اکتبر ۱۹۷۷   |
| ۱۷۳۱۱۷ | Promachus   | ۲۴ سپتامبر ۱۹۷۳ |
| ۱۷۳۱۱۸ | 1981 EB4    | ۲ مارس ۱۹۸۱     |
| ۱۷۳۱۱۹ | 1981 EU46   | ۲ مارس ۱۹۸۱     |
| ۱۷۳۱۲۰ | 1990 TL9    | ۱۰ اکتبر ۱۹۹۰   |
| ۱۷۳۱۲۱ | 1991 VO10   | ۵ نوامبر ۱۹۹۱   |
| ۱۷۳۱۲۲ | 1992 BV4    | ۳۰ ژانویه ۱۹۹۲  |
| ۱۷۳۱۲۳ | 1993 FB35   | ۱۹ مارس ۱۹۹۳    |
| ۱۷۳۱۲۴ | 1993 FX47   | ۱۹ مارس ۱۹۹۳    |
| ۱۷۳۱۲۵ | 1993 PB2    | ۱۵ اوت ۱۹۹۳     |
| ۱۷۳۱۲۶ | 1994 AY8    | ۸ ژانویه ۱۹۹۴   |
| ۱۷۳۱۲۷ | 1994 CQ10   | ۷ فوریه ۱۹۹۴    |
| ۱۷۳۱۲۸ | 1994 HL1    | ۱۹ آوریل ۱۹۹۴   |
| ۱۷۳۱۲۹ | 1994 JH2    | ۱ مه ۱۹۹۴       |
| ۱۷۳۱۳۰ | 1994 JA6    | ۴ مه ۱۹۹۴       |
| ۱۷۳۱۳۱ | 1994 PY36   | ۱۰ اوت ۱۹۹۴     |
| ۱۷۳۱۳۲ | 1994 RY2    | ۲ سپتامبر ۱۹۹۴  |
| ۱۷۳۱۳۳ | 1994 TS6    | ۴ اکتبر ۱۹۹۴    |
| ۱۷۳۱۳۴ | 1994 YP2    | ۲۷ دسامبر ۱۹۹۴  |
| ۱۷۳۱۳۵ | 1995 FO7    | ۲۵ مارس ۱۹۹۵    |
| ۱۷۳۱۳۶ | 1995 HP1    | ۲۴ آوریل ۱۹۹۵   |
| ۱۷۳۱۳۷ | 1995 HH3    | ۲۶ آوریل ۱۹۹۵   |
| ۱۷۳۱۳۸ | 1995 QZ4    | ۲۲ اوت ۱۹۹۵     |
| ۱۷۳۱۳۹ | 1995 SO16   | ۱۸ سپتامبر ۱۹۹۵ |
| ۱۷۳۱۴۰ | 1995 SH19   | ۱۸ سپتامبر ۱۹۹۵ |
| ۱۷۳۱۴۱ | 1995 SQ44   | ۲۵ سپتامبر ۱۹۹۵ |
| ۱۷۳۱۴۲ | 1995 SJ57   | ۲۱ سپتامبر ۱۹۹۵ |
| ۱۷۳۱۴۳ | 1995 SY66   | ۱۷ سپتامبر ۱۹۹۵ |
| ۱۷۳۱۴۴ | 1995 TY2    | ۱۵ اکتبر ۱۹۹۵   |
| ۱۷۳۱۴۵ | 1995 TT3    | ۱۵ اکتبر ۱۹۹۵   |
| ۱۷۳۱۴۵ | 1995 UM     | ۱۷ اکتبر ۱۹۹۵   |
| ۱۷۳۱۴۷ | 1995 UC38   | ۲۲ اکتبر ۱۹۹۵   |
| ۱۷۳۱۴۸ | 1995 VX3    | ۱۴ نوامبر ۱۹۹۵  |
| ۱۷۳۱۴۹ | 1995 VH18   | ۱۵ نوامبر ۱۹۹۵  |
| ۱۷۳۱۵۰ | 1995 WM12   | ۱۶ نوامبر ۱۹۹۵  |
| ۱۷۳۱۵۱ | 1995 WV24   | ۱۸ نوامبر ۱۹۹۵  |
| ۱۷۳۱۵۲ | 1995 XC4    | ۱۴ دسامبر ۱۹۹۵  |
| ۱۷۳۱۵۳ | 1996 EB12   | ۱۳ مارس ۱۹۹۶    |
| ۱۷۳۱۵۳ | 1996 ME     | ۱۶ ژوئن ۱۹۹۶    |
| ۱۷۳۱۵۳ | 1996 RP     | ۸ سپتامبر ۱۹۹۶  |
| ۱۷۳۱۵۶ | 1996 RV9    | ۷ سپتامبر ۱۹۹۶  |
| ۱۷۳۱۵۷ | 1996 RX12   | ۸ سپتامبر ۱۹۹۶  |
| ۱۷۳۱۵۸ | 1996 TJ1    | ۶ اکتبر ۱۹۹۶    |
| ۱۷۳۱۵۹ | 1996 TS39   | ۸ اکتبر ۱۹۹۶    |
| ۱۷۳۱۶۰ | 1996 UD2    | ۱۷ اکتبر ۱۹۹۶   |
| ۱۷۳۱۶۱ | 1996 VN22   | ۹ نوامبر ۱۹۹۶   |
| ۱۷۳۱۶۲ | 1996 XP9    | ۱ دسامبر ۱۹۹۶   |
| ۱۷۳۱۶۳ | 1996 XP12   | ۶ دسامبر ۱۹۹۶   |
| ۱۷۳۱۶۴ | 1996 XZ18   | ۷ دسامبر ۱۹۹۶   |
| ۱۷۳۱۶۵ | 1997 AM18   | ۱۵ ژانویه ۱۹۹۷  |
| ۱۷۳۱۶۶ | 1997 BP2    | ۳۰ ژانویه ۱۹۹۷  |
| ۱۷۳۱۶۷ | 1997 CS17   | ۳ فوریه ۱۹۹۷    |
| ۱۷۳۱۶۸ | 1997 EB2    | ۴ مارس ۱۹۹۷     |
| ۱۷۳۱۶۹ | 1997 ED27   | ۵ مارس ۱۹۹۷     |
| ۱۷۳۱۷۰ | 1997 EU31   | ۱۰ مارس ۱۹۹۷    |
| ۱۷۳۱۷۱ | 1997 EE44   | ۱۱ مارس ۱۹۹۷    |
| ۱۷۳۱۷۲ | 1997 EN58   | ۱۰ مارس ۱۹۹۷    |
| ۱۷۳۱۷۳ | 1997 GX2    | ۷ آوریل ۱۹۹۷    |
| ۱۷۳۱۷۴ | 1997 GO12   | ۳ آوریل ۱۹۹۷    |
| ۱۷۳۱۷۵ | 1997 HL2    | ۲۹ آوریل ۱۹۹۷   |
| ۱۷۳۱۷۵ | 1997 KO     | ۲۹ مه ۱۹۹۷      |
| ۱۷۳۱۷۷ | 1997 SW4    | ۲۳ سپتامبر ۱۹۹۷ |
| ۱۷۳۱۷۸ | 1997 TY10   | ۳ اکتبر ۱۹۹۷    |
| ۱۷۳۱۷۹ | 1997 TL24   | ۶ اکتبر ۱۹۹۷    |
| ۱۷۳۱۸۰ | 1997 UP17   | ۲۵ اکتبر ۱۹۹۷   |
| ۱۷۳۱۸۰ | 1998 FM     | ۱۸ مارس ۱۹۹۸    |
| ۱۷۳۱۸۰ | 1998 FY     | ۱۸ مارس ۱۹۹۸    |
| ۱۷۳۱۸۳ | 1998 FN51   | ۲۰ مارس ۱۹۹۸    |
| ۱۷۳۱۸۴ | 1998 FQ61   | ۲۰ مارس ۱۹۹۸    |
| ۱۷۳۱۸۵ | 1998 FB72   | ۲۰ مارس ۱۹۹۸    |
| ۱۷۳۱۸۶ | 1998 FT92   | ۲۴ مارس ۱۹۹۸    |
| ۱۷۳۱۸۷ | 1998 HU53   | ۲۱ آوریل ۱۹۹۸   |
| ۱۷۳۱۸۸ | 1998 HV71   | ۲۱ آوریل ۱۹۹۸   |
| ۱۷۳۱۸۹ | 1998 HE108  | ۲۳ آوریل ۱۹۹۸   |
| ۱۷۳۱۹۰ | 1998 KC46   | ۲۲ مه ۱۹۹۸      |
| ۱۷۳۱۹۱ | 1998 KJ61   | ۲۳ مه ۱۹۹۸      |
| ۱۷۳۱۹۲ | 1998 NK1    | ۱۵ ژوئیه ۱۹۹۸   |
| ۱۷۳۱۹۳ | 1998 QK3    | ۱۷ اوت ۱۹۹۸     |
| ۱۷۳۱۹۴ | 1998 QN15   | ۱۷ اوت ۱۹۹۸     |
| ۱۷۳۱۹۵ | 1998 QD33   | ۱۷ اوت ۱۹۹۸     |
| ۱۷۳۱۹۶ | 1998 QF33   | ۱۷ اوت ۱۹۹۸     |
| ۱۷۳۱۹۷ | 1998 QZ38   | ۱۷ اوت ۱۹۹۸     |
| ۱۷۳۱۹۸ | 1998 QW44   | ۱۷ اوت ۱۹۹۸     |
| ۱۷۳۱۹۹ | 1998 QQ86   | ۲۴ اوت ۱۹۹۸     |
| ۱۷۳۲۰۰ | 1998 QJ91   | ۲۸ اوت ۱۹۹۸     |
| ۱۷۳۲۰۱ | 1998 RR6    | ۱۵ سپتامبر ۱۹۹۸ |
| ۱۷۳۲۰۲ | 1998 RN51   | ۱۴ سپتامبر ۱۹۹۸ |
| ۱۷۳۲۰۳ | 1998 RD64   | ۱۴ سپتامبر ۱۹۹۸ |
| ۱۷۳۲۰۴ | 1998 RN66   | ۱۴ سپتامبر ۱۹۹۸ |
| ۱۷۳۲۰۵ | 1998 RT67   | ۱۴ سپتامبر ۱۹۹۸ |
| ۱۷۳۲۰۶ | 1998 SS14   | ۱۷ سپتامبر ۱۹۹۸ |
| ۱۷۳۲۰۷ | 1998 ST20   | ۲۱ سپتامبر ۱۹۹۸ |
| ۱۷۳۲۰۸ | 1998 SO26   | ۲۴ سپتامبر ۱۹۹۸ |
| ۱۷۳۲۰۹ | 1998 SP29   | ۱۸ سپتامبر ۱۹۹۸ |
| ۱۷۳۲۱۰ | 1998 SM42   | ۲۸ سپتامبر ۱۹۹۸ |
| ۱۷۳۲۱۱ | 1998 SE83   | ۲۶ سپتامبر ۱۹۹۸ |
| ۱۷۳۲۱۲ | 1998 SX99   | ۲۶ سپتامبر ۱۹۹۸ |
| ۱۷۳۲۱۳ | 1998 SB104  | ۲۶ سپتامبر ۱۹۹۸ |
| ۱۷۳۲۱۴ | 1998 SR121  | ۲۶ سپتامبر ۱۹۹۸ |
| ۱۷۳۲۱۵ | 1998 SG176  | ۲۵ سپتامبر ۱۹۹۸ |
| ۱۷۳۲۱۶ | 1998 TY5    | ۱۵ اکتبر ۱۹۹۸   |
| ۱۷۳۲۱۷ | 1998 TS9    | ۱۲ اکتبر ۱۹۹۸   |
| ۱۷۳۲۱۸ | 1998 TP15   | ۱۵ اکتبر ۱۹۹۸   |
| ۱۷۳۲۱۹ | 1998 TZ25   | ۱۴ اکتبر ۱۹۹۸   |
| ۱۷۳۲۲۰ | 1998 TN26   | ۱۴ اکتبر ۱۹۹۸   |
| ۱۷۳۲۲۱ | 1998 TL31   | ۱۱ اکتبر ۱۹۹۸   |
| ۱۷۳۲۲۲ | 1998 UQ8    | ۱۷ اکتبر ۱۹۹۸   |
| ۱۷۳۲۲۳ | 1998 UY14   | ۲۳ اکتبر ۱۹۹۸   |
| ۱۷۳۲۲۴ | 1998 UF17   | ۱۷ اکتبر ۱۹۹۸   |
| ۱۷۳۲۲۵ | 1998 VE1    | ۱۰ نوامبر ۱۹۹۸  |
| ۱۷۳۲۲۶ | 1998 VW14   | ۱۰ نوامبر ۱۹۹۸  |
| ۱۷۳۲۲۷ | 1998 VJ38   | ۱۰ نوامبر ۱۹۹۸  |
| ۱۷۳۲۲۸ | 1998 VM42   | ۱۵ نوامبر ۱۹۹۸  |
| ۱۷۳۲۲۹ | 1998 WH15   | ۲۱ نوامبر ۱۹۹۸  |
| ۱۷۳۲۲۹ | 1998 XM     | ۶ دسامبر ۱۹۹۸   |
| ۱۷۳۲۲۹ | 1998 XX     | ۷ دسامبر ۱۹۹۸   |
| ۱۷۳۲۳۲ | 1998 XC9    | ۱۲ دسامبر ۱۹۹۸  |
| ۱۷۳۲۳۳ | 1998 YD17   | ۲۲ دسامبر ۱۹۹۸  |
| ۱۷۳۲۳۴ | 1999 AK11   | ۷ ژانویه ۱۹۹۹   |
| ۱۷۳۲۳۵ | 1999 BE15   | ۲۴ ژانویه ۱۹۹۹  |
| ۱۷۳۲۳۶ | 1999 BA27   | ۱۶ ژانویه ۱۹۹۹  |
| ۱۷۳۲۳۷ | 1999 BD32   | ۱۹ ژانویه ۱۹۹۹  |
| ۱۷۳۲۳۸ | 1999 DW3    | ۲۱ فوریه ۱۹۹۹   |
| ۱۷۳۲۳۹ | 1999 FJ61   | ۲۲ مارس ۱۹۹۹    |
| ۱۷۳۲۴۰ | 1999 GA11   | ۱۱ آوریل ۱۹۹۹   |
| ۱۷۳۲۴۱ | 1999 HU3    | ۱۸ آوریل ۱۹۹۹   |
| ۱۷۳۲۴۲ | 1999 JC10   | ۸ مه ۱۹۹۹       |
| ۱۷۳۲۴۳ | 1999 JC90   | ۱۲ مه ۱۹۹۹      |
| ۱۷۳۲۴۳ | 1999 KD     | ۱۶ مه ۱۹۹۹      |
| ۱۷۳۲۴۵ | 1999 LY7    | ۸ ژوئن ۱۹۹۹     |
| ۱۷۳۲۴۵ | 1999 MP     | ۲۰ ژوئن ۱۹۹۹    |
| ۱۷۳۲۴۷ | 1999 RQ46   | ۷ سپتامبر ۱۹۹۹  |
| ۱۷۳۲۴۸ | 1999 RA54   | ۷ سپتامبر ۱۹۹۹  |
| ۱۷۳۲۴۹ | 1999 RV64   | ۷ سپتامبر ۱۹۹۹  |
| ۱۷۳۲۵۰ | 1999 RV72   | ۷ سپتامبر ۱۹۹۹  |
| ۱۷۳۲۵۱ | 1999 RD73   | ۷ سپتامبر ۱۹۹۹  |
| ۱۷۳۲۵۲ | 1999 RT80   | ۷ سپتامبر ۱۹۹۹  |
| ۱۷۳۲۵۳ | 1999 RQ93   | ۷ سپتامبر ۱۹۹۹  |
| ۱۷۳۲۵۴ | 1999 RG97   | ۷ سپتامبر ۱۹۹۹  |
| ۱۷۳۲۵۵ | 1999 RP106  | ۸ سپتامبر ۱۹۹۹  |
| ۱۷۳۲۵۶ | 1999 RT114  | ۹ سپتامبر ۱۹۹۹  |
| ۱۷۳۲۵۷ | 1999 RH120  | ۹ سپتامبر ۱۹۹۹  |
| ۱۷۳۲۵۸ | 1999 RT136  | ۹ سپتامبر ۱۹۹۹  |
| ۱۷۳۲۵۹ | 1999 RF137  | ۹ سپتامبر ۱۹۹۹  |
| ۱۷۳۲۶۰ | 1999 RS141  | ۹ سپتامبر ۱۹۹۹  |
| ۱۷۳۲۶۱ | 1999 RQ156  | ۹ سپتامبر ۱۹۹۹  |
| ۱۷۳۲۶۲ | 1999 RD176  | ۱۵ سپتامبر ۱۹۹۹ |
| ۱۷۳۲۶۳ | 1999 RT178  | ۹ سپتامبر ۱۹۹۹  |
| ۱۷۳۲۶۴ | 1999 RD179  | ۹ سپتامبر ۱۹۹۹  |
| ۱۷۳۲۶۵ | 1999 RG183  | ۹ سپتامبر ۱۹۹۹  |
| ۱۷۳۲۶۶ | 1999 RY189  | ۹ سپتامبر ۱۹۹۹  |
| ۱۷۳۲۶۷ | 1999 RG190  | ۱۰ سپتامبر ۱۹۹۹ |
| ۱۷۳۲۶۸ | 1999 RY190  | ۱۰ سپتامبر ۱۹۹۹ |
| ۱۷۳۲۶۹ | 1999 RC218  | ۴ سپتامبر ۱۹۹۹  |
| ۱۷۳۲۷۰ | 1999 RO222  | ۷ سپتامبر ۱۹۹۹  |
| ۱۷۳۲۷۱ | 1999 RW253  | ۷ سپتامبر ۱۹۹۹  |
| ۱۷۳۲۷۲ | 1999 RG258  | ۳ سپتامبر ۱۹۹۹  |
| ۱۷۳۲۷۳ | 1999 SZ4    | ۲۹ سپتامبر ۱۹۹۹ |
| ۱۷۳۲۷۴ | 1999 SS7    | ۲۹ سپتامبر ۱۹۹۹ |
| ۱۷۳۲۷۵ | 1999 TQ16   | ۱۴ اکتبر ۱۹۹۹   |
| ۱۷۳۲۷۶ | 1999 TC40   | ۵ اکتبر ۱۹۹۹    |
| ۱۷۳۲۷۷ | 1999 TG47   | ۴ اکتبر ۱۹۹۹    |
| ۱۷۳۲۷۸ | 1999 TB54   | ۶ اکتبر ۱۹۹۹    |
| ۱۷۳۲۷۹ | 1999 TZ67   | ۸ اکتبر ۱۹۹۹    |
| ۱۷۳۲۸۰ | 1999 TN69   | ۹ اکتبر ۱۹۹۹    |
| ۱۷۳۲۸۱ | 1999 TY86   | ۱۵ اکتبر ۱۹۹۹   |
| ۱۷۳۲۸۲ | 1999 TC115  | ۴ اکتبر ۱۹۹۹    |
| ۱۷۳۲۸۳ | 1999 TE115  | ۴ اکتبر ۱۹۹۹    |
| ۱۷۳۲۸۴ | 1999 TG117  | ۴ اکتبر ۱۹۹۹    |
| ۱۷۳۲۸۵ | 1999 TL118  | ۴ اکتبر ۱۹۹۹    |
| ۱۷۳۲۸۶ | 1999 TT118  | ۴ اکتبر ۱۹۹۹    |
| ۱۷۳۲۸۷ | 1999 TF146  | ۷ اکتبر ۱۹۹۹    |
| ۱۷۳۲۸۸ | 1999 TH150  | ۷ اکتبر ۱۹۹۹    |
| ۱۷۳۲۸۹ | 1999 TC157  | ۹ اکتبر ۱۹۹۹    |
| ۱۷۳۲۹۰ | 1999 TD175  | ۱۰ اکتبر ۱۹۹۹   |
| ۱۷۳۲۹۱ | 1999 TT193  | ۱۲ اکتبر ۱۹۹۹   |
| ۱۷۳۲۹۲ | 1999 TG202  | ۱۳ اکتبر ۱۹۹۹   |
| ۱۷۳۲۹۳ | 1999 TZ220  | ۲ اکتبر ۱۹۹۹    |
| ۱۷۳۲۹۴ | 1999 TB223  | ۳ اکتبر ۱۹۹۹    |
| ۱۷۳۲۹۵ | 1999 TR229  | ۵ اکتبر ۱۹۹۹    |
| ۱۷۳۲۹۶ | 1999 TM262  | ۱۵ اکتبر ۱۹۹۹   |
| ۱۷۳۲۹۷ | 1999 TE276  | ۶ اکتبر ۱۹۹۹    |
| ۱۷۳۲۹۸ | 1999 TV289  | ۱۰ اکتبر ۱۹۹۹   |
| ۱۷۳۲۹۹ | 1999 TZ300  | ۳ اکتبر ۱۹۹۹    |
| ۱۷۳۳۰۰ | 1999 TJ312  | ۴ اکتبر ۱۹۹۹    |
| ۱۷۳۳۰۱ | 1999 TN318  | ۱۲ اکتبر ۱۹۹۹   |
| ۱۷۳۳۰۲ | 1999 UH10   | ۳۱ اکتبر ۱۹۹۹   |
| ۱۷۳۳۰۳ | 1999 UH16   | ۲۹ اکتبر ۱۹۹۹   |
| ۱۷۳۳۰۴ | 1999 UM32   | ۳۱ اکتبر ۱۹۹۹   |
| ۱۷۳۳۰۵ | 1999 UC34   | ۳۱ اکتبر ۱۹۹۹   |
| ۱۷۳۳۰۶ | 1999 UY43   | ۲۹ اکتبر ۱۹۹۹   |
| ۱۷۳۳۰۷ | 1999 UK62   | ۳۱ اکتبر ۱۹۹۹   |
| ۱۷۳۳۰۸ | 1999 VO5    | ۶ نوامبر ۱۹۹۹   |
| ۱۷۳۳۰۹ | 1999 VK22   | ۱۳ نوامبر ۱۹۹۹  |
| ۱۷۳۳۱۰ | 1999 VU29   | ۳ نوامبر ۱۹۹۹   |
| ۱۷۳۳۱۱ | 1999 VJ39   | ۱۰ نوامبر ۱۹۹۹  |
| ۱۷۳۳۱۲ | 1999 VM39   | ۱۰ نوامبر ۱۹۹۹  |
| ۱۷۳۳۱۳ | 1999 VY39   | ۱۱ نوامبر ۱۹۹۹  |
| ۱۷۳۳۱۴ | 1999 VO44   | ۴ نوامبر ۱۹۹۹   |
| ۱۷۳۳۱۵ | 1999 VF51   | ۳ نوامبر ۱۹۹۹   |
| ۱۷۳۳۱۶ | 1999 VL51   | ۳ نوامبر ۱۹۹۹   |
| ۱۷۳۳۱۷ | 1999 VL56   | ۴ نوامبر ۱۹۹۹   |
| ۱۷۳۳۱۸ | 1999 VR56   | ۴ نوامبر ۱۹۹۹   |
| ۱۷۳۳۱۹ | 1999 VX69   | ۴ نوامبر ۱۹۹۹   |
| ۱۷۳۳۲۰ | 1999 VP94   | ۹ نوامبر ۱۹۹۹   |
| ۱۷۳۳۲۱ | 1999 VQ95   | ۹ نوامبر ۱۹۹۹   |
| ۱۷۳۳۲۲ | 1999 VC131  | ۹ نوامبر ۱۹۹۹   |
| ۱۷۳۳۲۳ | 1999 VD134  | ۱۰ نوامبر ۱۹۹۹  |
| ۱۷۳۳۲۴ | 1999 VT139  | ۱۰ نوامبر ۱۹۹۹  |
| ۱۷۳۳۲۵ | 1999 VZ141  | ۱۰ نوامبر ۱۹۹۹  |
| ۱۷۳۳۲۶ | 1999 VW146  | ۱۲ نوامبر ۱۹۹۹  |
| ۱۷۳۳۲۷ | 1999 VA165  | ۱۴ نوامبر ۱۹۹۹  |
| ۱۷۳۳۲۸ | 1999 VJ167  | ۱۴ نوامبر ۱۹۹۹  |
| ۱۷۳۳۲۹ | 1999 VF186  | ۱۵ نوامبر ۱۹۹۹  |
| ۱۷۳۳۳۰ | 1999 VA187  | ۱۵ نوامبر ۱۹۹۹  |
| ۱۷۳۳۳۱ | 1999 VS187  | ۱۵ نوامبر ۱۹۹۹  |
| ۱۷۳۳۳۲ | 1999 VQ209  | ۱۱ نوامبر ۱۹۹۹  |
| ۱۷۳۳۳۳ | 1999 VK217  | ۵ نوامبر ۱۹۹۹   |
| ۱۷۳۳۳۴ | 1999 WU11   | ۲۸ نوامبر ۱۹۹۹  |
| ۱۷۳۳۳۵ | 1999 WB14   | ۲۸ نوامبر ۱۹۹۹  |
| ۱۷۳۳۳۶ | 1999 WS14   | ۲۸ نوامبر ۱۹۹۹  |
| ۱۷۳۳۳۷ | 1999 XZ11   | ۶ دسامبر ۱۹۹۹   |
| ۱۷۳۳۳۸ | 1999 XY12   | ۵ دسامبر ۱۹۹۹   |
| ۱۷۳۳۳۹ | 1999 XL16   | ۷ دسامبر ۱۹۹۹   |
| ۱۷۳۳۴۰ | 1999 XY23   | ۶ دسامبر ۱۹۹۹   |
| ۱۷۳۳۴۱ | 1999 XL48   | ۷ دسامبر ۱۹۹۹   |
| ۱۷۳۳۴۲ | 1999 XW53   | ۷ دسامبر ۱۹۹۹   |
| ۱۷۳۳۴۳ | 1999 XU56   | ۷ دسامبر ۱۹۹۹   |
| ۱۷۳۳۴۴ | 1999 XB68   | ۷ دسامبر ۱۹۹۹   |
| ۱۷۳۳۴۵ | 1999 XE71   | ۷ دسامبر ۱۹۹۹   |
| ۱۷۳۳۴۶ | 1999 XB90   | ۷ دسامبر ۱۹۹۹   |
| ۱۷۳۳۴۷ | 1999 XC93   | ۷ دسامبر ۱۹۹۹   |
| ۱۷۳۳۴۸ | 1999 XQ134  | ۳ دسامبر ۱۹۹۹   |
| ۱۷۳۳۴۹ | 1999 XD141  | ۳ دسامبر ۱۹۹۹   |
| ۱۷۳۳۵۰ | 1999 XX154  | ۸ دسامبر ۱۹۹۹   |
| ۱۷۳۳۵۱ | 1999 XZ163  | ۸ دسامبر ۱۹۹۹   |
| ۱۷۳۳۵۲ | 1999 XB182  | ۱۲ دسامبر ۱۹۹۹  |
| ۱۷۳۳۵۳ | 1999 XQ251  | ۹ دسامبر ۱۹۹۹   |
| ۱۷۳۳۵۴ | 1999 YD1    | ۱۷ دسامبر ۱۹۹۹  |
| ۱۷۳۳۵۵ | 1999 YP2    | ۱۶ دسامبر ۱۹۹۹  |
| ۱۷۳۳۵۶ | 1999 YK3    | ۱۷ دسامبر ۱۹۹۹  |
| ۱۷۳۳۵۷ | 1999 YG8    | ۲۷ دسامبر ۱۹۹۹  |
| ۱۷۳۳۵۸ | 1999 YL12   | ۲۷ دسامبر ۱۹۹۹  |
| ۱۷۳۳۵۸ | 2000 AQ     | ۲ ژانویه ۲۰۰۰   |
| ۱۷۳۳۶۰ | 2000 AN1    | ۲ ژانویه ۲۰۰۰   |
| ۱۷۳۳۶۱ | 2000 AQ42   | ۴ ژانویه ۲۰۰۰   |
| ۱۷۳۳۶۲ | 2000 AW42   | ۴ ژانویه ۲۰۰۰   |
| ۱۷۳۳۶۳ | 2000 AD49   | ۵ ژانویه ۲۰۰۰   |
| ۱۷۳۳۶۴ | 2000 AT49   | ۵ ژانویه ۲۰۰۰   |
| ۱۷۳۳۶۵ | 2000 AD58   | ۴ ژانویه ۲۰۰۰   |
| ۱۷۳۳۶۶ | 2000 AU69   | ۵ ژانویه ۲۰۰۰   |
| ۱۷۳۳۶۷ | 2000 AM82   | ۵ ژانویه ۲۰۰۰   |
| ۱۷۳۳۶۸ | 2000 AG93   | ۴ ژانویه ۲۰۰۰   |
| ۱۷۳۳۶۹ | 2000 AJ143  | ۵ ژانویه ۲۰۰۰   |
| ۱۷۳۳۷۰ | 2000 AX152  | ۸ ژانویه ۲۰۰۰   |
| ۱۷۳۳۷۱ | 2000 AH186  | ۸ ژانویه ۲۰۰۰   |
| ۱۷۳۳۷۲ | 2000 AM205  | ۱۵ ژانویه ۲۰۰۰  |
| ۱۷۳۳۷۳ | 2000 AC216  | ۷ ژانویه ۲۰۰۰   |
| ۱۷۳۳۷۴ | 2000 AS227  | ۱۰ ژانویه ۲۰۰۰  |
| ۱۷۳۳۷۵ | 2000 AV230  | ۳ ژانویه ۲۰۰۰   |
| ۱۷۳۳۷۶ | 2000 AO251  | ۵ ژانویه ۲۰۰۰   |
| ۱۷۳۳۷۶ | 2000 BZ     | ۲۸ ژانویه ۲۰۰۰  |
| ۱۷۳۳۷۸ | 2000 BO2    | ۲۶ ژانویه ۲۰۰۰  |
| ۱۷۳۳۷۹ | 2000 BH9    | ۲۶ ژانویه ۲۰۰۰  |
| ۱۷۳۳۸۰ | 2000 BL9    | ۲۶ ژانویه ۲۰۰۰  |
| ۱۷۳۳۸۱ | 2000 BB13   | ۲۸ ژانویه ۲۰۰۰  |
| ۱۷۳۳۸۲ | 2000 BZ40   | ۳۰ ژانویه ۲۰۰۰  |
| ۱۷۳۳۸۳ | 2000 CR11   | ۲ فوریه ۲۰۰۰    |
| ۱۷۳۳۸۴ | 2000 CW21   | ۲ فوریه ۲۰۰۰    |
| ۱۷۳۳۸۵ | 2000 CU36   | ۲ فوریه ۲۰۰۰    |
| ۱۷۳۳۸۶ | 2000 CF48   | ۲ فوریه ۲۰۰۰    |
| ۱۷۳۳۸۷ | 2000 CG50   | ۲ فوریه ۲۰۰۰    |
| ۱۷۳۳۸۸ | 2000 CT58   | ۲ فوریه ۲۰۰۰    |
| ۱۷۳۳۸۹ | 2000 CW58   | ۶ فوریه ۲۰۰۰    |
| ۱۷۳۳۹۰ | 2000 CA59   | ۶ فوریه ۲۰۰۰    |
| ۱۷۳۳۹۱ | 2000 CF67   | ۶ فوریه ۲۰۰۰    |
| ۱۷۳۳۹۲ | 2000 CU68   | ۱ فوریه ۲۰۰۰    |
| ۱۷۳۳۹۳ | 2000 CP82   | ۴ فوریه ۲۰۰۰    |
| ۱۷۳۳۹۴ | 2000 CP137  | ۴ فوریه ۲۰۰۰    |
| ۱۷۳۳۹۵ | 2000 CJ149  | ۱۲ فوریه ۲۰۰۰   |
| ۱۷۳۳۹۶ | 2000 DY9    | ۲۶ فوریه ۲۰۰۰   |
| ۱۷۳۳۹۷ | 2000 DP18   | ۲۸ فوریه ۲۰۰۰   |
| ۱۷۳۳۹۸ | 2000 DV20   | ۲۹ فوریه ۲۰۰۰   |
| ۱۷۳۳۹۹ | 2000 DD24   | ۲۹ فوریه ۲۰۰۰   |
| ۱۷۳۴۰۰ | 2000 DQ41   | ۲۹ فوریه ۲۰۰۰   |
| ۱۷۳۴۰۱ | 2000 DZ43   | ۲۹ فوریه ۲۰۰۰   |
| ۱۷۳۴۰۲ | 2000 DR91   | ۲۷ فوریه ۲۰۰۰   |
| ۱۷۳۴۰۳ | 2000 DM100  | ۲۹ فوریه ۲۰۰۰   |
| ۱۷۳۴۰۴ | 2000 DA110  | ۲۹ فوریه ۲۰۰۰   |
| ۱۷۳۴۰۵ | 2000 EQ11   | ۴ مارس ۲۰۰۰     |
| ۱۷۳۴۰۶ | 2000 EG16   | ۴ مارس ۲۰۰۰     |
| ۱۷۳۴۰۷ | 2000 EJ16   | ۳ مارس ۲۰۰۰     |
| ۱۷۳۴۰۸ | 2000 EN18   | ۵ مارس ۲۰۰۰     |
| ۱۷۳۴۰۹ | 2000 EV21   | ۵ مارس ۲۰۰۰     |
| ۱۷۳۴۱۰ | 2000 ET29   | ۵ مارس ۲۰۰۰     |
| ۱۷۳۴۱۱ | 2000 EY61   | ۱۰ مارس ۲۰۰۰    |
| ۱۷۳۴۱۲ | 2000 EP65   | ۱۰ مارس ۲۰۰۰    |
| ۱۷۳۴۱۳ | 2000 EM98   | ۹ مارس ۲۰۰۰     |
| ۱۷۳۴۱۴ | 2000 ED99   | ۱۲ مارس ۲۰۰۰    |
| ۱۷۳۴۱۵ | 2000 EA119  | ۱۱ مارس ۲۰۰۰    |
| ۱۷۳۴۱۶ | 2000 EU131  | ۱۱ مارس ۲۰۰۰    |
| ۱۷۳۴۱۷ | 2000 EB139  | ۱۱ مارس ۲۰۰۰    |
| ۱۷۳۴۱۸ | 2000 ER200  | ۱ مارس ۲۰۰۰     |
| ۱۷۳۴۱۹ | 2000 FX5    | ۲۵ مارس ۲۰۰۰    |
| ۱۷۳۴۲۰ | 2000 FV57   | ۲۶ مارس ۲۰۰۰    |
| ۱۷۳۴۲۱ | 2000 FL61   | ۲۹ مارس ۲۰۰۰    |
| ۱۷۳۴۲۲ | 2000 FP65   | ۲۷ مارس ۲۰۰۰    |
| ۱۷۳۴۲۳ | 2000 FE73   | ۲۶ مارس ۲۰۰۰    |
| ۱۷۳۴۲۴ | 2000 GV23   | ۵ آوریل ۲۰۰۰    |
| ۱۷۳۴۲۵ | 2000 GG31   | ۵ آوریل ۲۰۰۰    |
| ۱۷۳۴۲۶ | 2000 GY130  | ۷ آوریل ۲۰۰۰    |
| ۱۷۳۴۲۷ | 2000 GD141  | ۶ آوریل ۲۰۰۰    |
| ۱۷۳۴۲۸ | 2000 GR150  | ۵ آوریل ۲۰۰۰    |
| ۱۷۳۴۲۹ | 2000 GZ152  | ۶ آوریل ۲۰۰۰    |
| ۱۷۳۴۳۰ | 2000 GM154  | ۶ آوریل ۲۰۰۰    |
| ۱۷۳۴۳۱ | 2000 GB163  | ۹ آوریل ۲۰۰۰    |
| ۱۷۳۴۳۲ | 2000 GE178  | ۲ آوریل ۲۰۰۰    |
| ۱۷۳۴۳۳ | 2000 HL1    | ۲۵ آوریل ۲۰۰۰   |
| ۱۷۳۴۳۴ | 2000 HD43   | ۲۹ آوریل ۲۰۰۰   |
| ۱۷۳۴۳۵ | 2000 HT43   | ۲۹ آوریل ۲۰۰۰   |
| ۱۷۳۴۳۶ | 2000 HQ72   | ۲۶ آوریل ۲۰۰۰   |
| ۱۷۳۴۳۷ | 2000 JD42   | ۷ مه ۲۰۰۰       |
| ۱۷۳۴۳۸ | 2000 JL68   | ۷ مه ۲۰۰۰       |
| ۱۷۳۴۳۹ | 2000 KQ3    | ۲۷ مه ۲۰۰۰      |
| ۱۷۳۴۴۰ | 2000 KD39   | ۲۴ مه ۲۰۰۰      |
| ۱۷۳۴۴۱ | 2000 KY40   | ۳۰ مه ۲۰۰۰      |
| ۱۷۳۴۴۲ | 2000 KC54   | ۲۷ مه ۲۰۰۰      |
| ۱۷۳۴۴۳ | 2000 KE81   | ۲۶ مه ۲۰۰۰      |
| ۱۷۳۴۴۴ | 2000 LG3    | ۵ ژوئن ۲۰۰۰     |
| ۱۷۳۴۴۵ | 2000 NC18   | ۵ ژوئیه ۲۰۰۰    |
| ۱۷۳۴۴۶ | 2000 OH9    | ۳۰ ژوئیه ۲۰۰۰   |
| ۱۷۳۴۴۷ | 2000 PT2    | ۲ اوت ۲۰۰۰      |
| ۱۷۳۴۴۸ | 2000 PY23   | ۲ اوت ۲۰۰۰      |
| ۱۷۳۴۴۹ | 2000 QO6    | ۲۵ اوت ۲۰۰۰     |
| ۱۷۳۴۵۰ | 2000 QG7    | ۲۵ اوت ۲۰۰۰     |
| ۱۷۳۴۵۱ | 2000 QN8    | ۲۵ اوت ۲۰۰۰     |
| ۱۷۳۴۵۲ | 2000 QE14   | ۲۴ اوت ۲۰۰۰     |
| ۱۷۳۴۵۳ | 2000 QF16   | ۲۴ اوت ۲۰۰۰     |
| ۱۷۳۴۵۴ | 2000 QD20   | ۲۴ اوت ۲۰۰۰     |
| ۱۷۳۴۵۵ | 2000 QE41   | ۲۴ اوت ۲۰۰۰     |
| ۱۷۳۴۵۶ | 2000 QV41   | ۲۴ اوت ۲۰۰۰     |
| ۱۷۳۴۵۷ | 2000 QG45   | ۲۴ اوت ۲۰۰۰     |
| ۱۷۳۴۵۸ | 2000 QV82   | ۲۴ اوت ۲۰۰۰     |
| ۱۷۳۴۵۹ | 2000 QX88   | ۲۵ اوت ۲۰۰۰     |
| ۱۷۳۴۶۰ | 2000 QU92   | ۲۵ اوت ۲۰۰۰     |
| ۱۷۳۴۶۱ | 2000 QC96   | ۲۸ اوت ۲۰۰۰     |
| ۱۷۳۴۶۲ | 2000 QM107  | ۲۹ اوت ۲۰۰۰     |
| ۱۷۳۴۶۳ | 2000 QH131  | ۲۴ اوت ۲۰۰۰     |
| ۱۷۳۴۶۴ | 2000 QX154  | ۳۱ اوت ۲۰۰۰     |
| ۱۷۳۴۶۵ | 2000 QX168  | ۳۱ اوت ۲۰۰۰     |
| ۱۷۳۴۶۶ | 2000 QJ169  | ۳۱ اوت ۲۰۰۰     |
| ۱۷۳۴۶۷ | 2000 QG194  | ۳۱ اوت ۲۰۰۰     |
| ۱۷۳۴۶۸ | 2000 QF210  | ۳۱ اوت ۲۰۰۰     |
| ۱۷۳۴۶۹ | 2000 RX27   | ۱ سپتامبر ۲۰۰۰  |
| ۱۷۳۴۷۰ | 2000 RZ46   | ۳ سپتامبر ۲۰۰۰  |
| ۱۷۳۴۷۱ | 2000 RX57   | ۷ سپتامبر ۲۰۰۰  |
| ۱۷۳۴۷۲ | 2000 RS87   | ۲ سپتامبر ۲۰۰۰  |
| ۱۷۳۴۷۳ | 2000 RD90   | ۳ سپتامبر ۲۰۰۰  |
| ۱۷۳۴۷۴ | 2000 RH104  | ۶ سپتامبر ۲۰۰۰  |
| ۱۷۳۴۷۵ | 2000 SA1    | ۱۸ سپتامبر ۲۰۰۰ |
| ۱۷۳۴۷۶ | 2000 SZ27   | ۲۳ سپتامبر ۲۰۰۰ |
| ۱۷۳۴۷۷ | 2000 SG35   | ۲۴ سپتامبر ۲۰۰۰ |
| ۱۷۳۴۷۸ | 2000 SE38   | ۲۴ سپتامبر ۲۰۰۰ |
| ۱۷۳۴۷۹ | 2000 SB52   | ۲۳ سپتامبر ۲۰۰۰ |
| ۱۷۳۴۸۰ | 2000 SQ67   | ۲۴ سپتامبر ۲۰۰۰ |
| ۱۷۳۴۸۱ | 2000 SB73   | ۲۴ سپتامبر ۲۰۰۰ |
| ۱۷۳۴۸۲ | 2000 ST84   | ۲۴ سپتامبر ۲۰۰۰ |
| ۱۷۳۴۸۳ | 2000 SD86   | ۲۴ سپتامبر ۲۰۰۰ |
| ۱۷۳۴۸۴ | 2000 SW91   | ۲۳ سپتامبر ۲۰۰۰ |
| ۱۷۳۴۸۵ | 2000 SG109  | ۲۴ سپتامبر ۲۰۰۰ |
| ۱۷۳۴۸۶ | 2000 SK133  | ۲۳ سپتامبر ۲۰۰۰ |
| ۱۷۳۴۸۷ | 2000 SR134  | ۲۳ سپتامبر ۲۰۰۰ |
| ۱۷۳۴۸۸ | 2000 SO139  | ۲۳ سپتامبر ۲۰۰۰ |
| ۱۷۳۴۸۹ | 2000 SE173  | ۲۸ سپتامبر ۲۰۰۰ |
| ۱۷۳۴۹۰ | 2000 SP176  | ۲۸ سپتامبر ۲۰۰۰ |
| ۱۷۳۴۹۱ | 2000 SY185  | ۲۱ سپتامبر ۲۰۰۰ |
| ۱۷۳۴۹۲ | 2000 SZ187  | ۲۱ سپتامبر ۲۰۰۰ |
| ۱۷۳۴۹۳ | 2000 SW208  | ۲۵ سپتامبر ۲۰۰۰ |
| ۱۷۳۴۹۴ | 2000 SG250  | ۲۴ سپتامبر ۲۰۰۰ |
| ۱۷۳۴۹۵ | 2000 SW272  | ۲۸ سپتامبر ۲۰۰۰ |
| ۱۷۳۴۹۶ | 2000 SO284  | ۲۳ سپتامبر ۲۰۰۰ |
| ۱۷۳۴۹۷ | 2000 SQ301  | ۲۸ سپتامبر ۲۰۰۰ |
| ۱۷۳۴۹۸ | 2000 SH308  | ۳۰ سپتامبر ۲۰۰۰ |
| ۱۷۳۴۹۹ | 2000 SU309  | ۲۵ سپتامبر ۲۰۰۰ |
| ۱۷۳۵۰۰ | 2000 SL311  | ۲۶ سپتامبر ۲۰۰۰ |
| ۱۷۳۵۰۱ | 2000 SU311  | ۲۷ سپتامبر ۲۰۰۰ |
| ۱۷۳۵۰۲ | 2000 ST356  | ۲۸ سپتامبر ۲۰۰۰ |
| ۱۷۳۵۰۳ | 2000 TQ53   | ۱ اکتبر ۲۰۰۰    |
| ۱۷۳۵۰۴ | 2000 TG55   | ۱ اکتبر ۲۰۰۰    |
| ۱۷۳۵۰۵ | 2000 UH7    | ۲۴ اکتبر ۲۰۰۰   |
| ۱۷۳۵۰۶ | 2000 UW22   | ۲۴ اکتبر ۲۰۰۰   |
| ۱۷۳۵۰۷ | 2000 UC42   | ۲۴ اکتبر ۲۰۰۰   |
| ۱۷۳۵۰۸ | 2000 UU43   | ۲۴ اکتبر ۲۰۰۰   |
| ۱۷۳۵۰۹ | 2000 UK50   | ۲۴ اکتبر ۲۰۰۰   |
| ۱۷۳۵۱۰ | 2000 UL59   | ۲۵ اکتبر ۲۰۰۰   |
| ۱۷۳۵۱۱ | 2000 UE63   | ۲۵ اکتبر ۲۰۰۰   |
| ۱۷۳۵۱۲ | 2000 UM63   | ۲۵ اکتبر ۲۰۰۰   |
| ۱۷۳۵۱۳ | 2000 UR65   | ۲۵ اکتبر ۲۰۰۰   |
| ۱۷۳۵۱۴ | 2000 UY71   | ۲۵ اکتبر ۲۰۰۰   |
| ۱۷۳۵۱۵ | 2000 UY79   | ۲۴ اکتبر ۲۰۰۰   |
| ۱۷۳۵۱۶ | 2000 UE84   | ۳۱ اکتبر ۲۰۰۰   |
| ۱۷۳۵۱۷ | 2000 UH105  | ۲۹ اکتبر ۲۰۰۰   |
| ۱۷۳۵۱۸ | 2000 UN107  | ۳۰ اکتبر ۲۰۰۰   |
| ۱۷۳۵۱۹ | 2000 VW8    | ۱ نوامبر ۲۰۰۰   |
| ۱۷۳۵۲۰ | 2000 VZ14   | ۱ نوامبر ۲۰۰۰   |
| ۱۷۳۵۲۱ | 2000 VY27   | ۱ نوامبر ۲۰۰۰   |
| ۱۷۳۵۲۲ | 2000 VK43   | ۱ نوامبر ۲۰۰۰   |
| ۱۷۳۵۲۳ | 2000 VG48   | ۲ نوامبر ۲۰۰۰   |
| ۱۷۳۵۲۴ | 2000 VX51   | ۳ نوامبر ۲۰۰۰   |
| ۱۷۳۵۲۵ | 2000 VF53   | ۳ نوامبر ۲۰۰۰   |
| ۱۷۳۵۲۶ | 2000 VX55   | ۳ نوامبر ۲۰۰۰   |
| ۱۷۳۵۲۷ | 2000 VO60   | ۱ نوامبر ۲۰۰۰   |
| ۱۷۳۵۲۸ | 2000 WV1    | ۱۷ نوامبر ۲۰۰۰  |
| ۱۷۳۵۲۹ | 2000 WY3    | ۱۹ نوامبر ۲۰۰۰  |
| ۱۷۳۵۳۰ | 2000 WF13   | ۲۱ نوامبر ۲۰۰۰  |
| ۱۷۳۵۳۱ | 2000 WB29   | ۲۰ نوامبر ۲۰۰۰  |
| ۱۷۳۵۳۲ | 2000 WW35   | ۲۰ نوامبر ۲۰۰۰  |
| ۱۷۳۵۳۳ | 2000 WX42   | ۲۱ نوامبر ۲۰۰۰  |
| ۱۷۳۵۳۴ | 2000 WY71   | ۱۹ نوامبر ۲۰۰۰  |
| ۱۷۳۵۳۵ | 2000 WF76   | ۲۰ نوامبر ۲۰۰۰  |
| ۱۷۳۵۳۶ | 2000 WX77   | ۲۰ نوامبر ۲۰۰۰  |
| ۱۷۳۵۳۷ | 2000 WJ108  | ۲۰ نوامبر ۲۰۰۰  |
| ۱۷۳۵۳۸ | 2000 WY116  | ۲۰ نوامبر ۲۰۰۰  |
| ۱۷۳۵۳۹ | 2000 WD130  | ۱۹ نوامبر ۲۰۰۰  |
| ۱۷۳۵۴۰ | 2000 WG132  | ۱۸ نوامبر ۲۰۰۰  |
| ۱۷۳۵۴۱ | 2000 WS133  | ۱۹ نوامبر ۲۰۰۰  |
| ۱۷۳۵۴۲ | 2000 WT163  | ۲۱ نوامبر ۲۰۰۰  |
| ۱۷۳۵۴۳ | 2000 WP173  | ۲۵ نوامبر ۲۰۰۰  |
| ۱۷۳۵۴۴ | 2000 WC179  | ۲۵ نوامبر ۲۰۰۰  |
| ۱۷۳۵۴۵ | 2000 WF179  | ۲۶ نوامبر ۲۰۰۰  |
| ۱۷۳۵۴۶ | 2000 XZ18   | ۴ دسامبر ۲۰۰۰   |
| ۱۷۳۵۴۷ | 2000 XC28   | ۴ دسامبر ۲۰۰۰   |
| ۱۷۳۵۴۸ | 2000 XH31   | ۴ دسامبر ۲۰۰۰   |
| ۱۷۳۵۴۹ | 2000 XF47   | ۱۵ دسامبر ۲۰۰۰  |
| ۱۷۳۵۵۰ | 2000 XJ52   | ۶ دسامبر ۲۰۰۰   |
| ۱۷۳۵۵۱ | 2000 YH17   | ۲۷ دسامبر ۲۰۰۰  |
| ۱۷۳۵۵۲ | 2000 YF51   | ۳۰ دسامبر ۲۰۰۰  |
| ۱۷۳۵۵۳ | 2000 YY89   | ۳۰ دسامبر ۲۰۰۰  |
| ۱۷۳۵۵۴ | 2000 YG92   | ۳۰ دسامبر ۲۰۰۰  |
| ۱۷۳۵۵۵ | 2000 YY107  | ۳۰ دسامبر ۲۰۰۰  |
| ۱۷۳۵۵۶ | 2000 YV125  | ۲۹ دسامبر ۲۰۰۰  |
| ۱۷۳۵۵۷ | 2000 YU127  | ۲۹ دسامبر ۲۰۰۰  |
| ۱۷۳۵۵۸ | 2000 YG128  | ۲۹ دسامبر ۲۰۰۰  |
| ۱۷۳۵۵۹ | 2000 YV128  | ۲۹ دسامبر ۲۰۰۰  |
| ۱۷۳۵۶۰ | 2000 YA129  | ۲۹ دسامبر ۲۰۰۰  |
| ۱۷۳۵۶۱ | 2000 YV137  | ۳۱ دسامبر ۲۰۰۰  |
| ۱۷۳۵۶۲ | 2001 AE4    | ۲ ژانویه ۲۰۰۱   |
| ۱۷۳۵۶۳ | 2001 AG12   | ۲ ژانویه ۲۰۰۱   |
| ۱۷۳۵۶۴ | 2001 AD22   | ۳ ژانویه ۲۰۰۱   |
| ۱۷۳۵۶۵ | 2001 AN27   | ۵ ژانویه ۲۰۰۱   |
| ۱۷۳۵۶۶ | 2001 AA40   | ۳ ژانویه ۲۰۰۱   |
| ۱۷۳۵۶۷ | 2001 BY9    | ۱۶ ژانویه ۲۰۰۱  |
| ۱۷۳۵۶۸ | 2001 BH13   | ۲۱ ژانویه ۲۰۰۱  |
| ۱۷۳۵۶۹ | 2001 BL20   | ۱۹ ژانویه ۲۰۰۱  |
| ۱۷۳۵۷۰ | 2001 BP23   | ۲۰ ژانویه ۲۰۰۱  |
| ۱۷۳۵۷۱ | 2001 BU29   | ۲۰ ژانویه ۲۰۰۱  |
| ۱۷۳۵۷۲ | 2001 BC34   | ۲۰ ژانویه ۲۰۰۱  |
| ۱۷۳۵۷۳ | 2001 BA35   | ۲۰ ژانویه ۲۰۰۱  |
| ۱۷۳۵۷۴ | 2001 BP35   | ۱۹ ژانویه ۲۰۰۱  |
| ۱۷۳۵۷۵ | 2001 BS50   | ۲۷ ژانویه ۲۰۰۱  |
| ۱۷۳۵۷۶ | 2001 BR55   | ۱۹ ژانویه ۲۰۰۱  |
| ۱۷۳۵۷۷ | 2001 BB64   | ۲۹ ژانویه ۲۰۰۱  |
| ۱۷۳۵۷۸ | 2001 BJ68   | ۳۱ ژانویه ۲۰۰۱  |
| ۱۷۳۵۷۹ | 2001 BT73   | ۲۹ ژانویه ۲۰۰۱  |
| ۱۷۳۵۸۰ | 2001 CD1    | ۱ فوریه ۲۰۰۱    |
| ۱۷۳۵۸۱ | 2001 CB7    | ۱ فوریه ۲۰۰۱    |
| ۱۷۳۵۸۲ | 2001 CG9    | ۱ فوریه ۲۰۰۱    |
| ۱۷۳۵۸۳ | 2001 CG10   | ۱ فوریه ۲۰۰۱    |
| ۱۷۳۵۸۴ | 2001 CD11   | ۱ فوریه ۲۰۰۱    |
| ۱۷۳۵۸۵ | 2001 CC14   | ۱ فوریه ۲۰۰۱    |
| ۱۷۳۵۸۶ | 2001 CS22   | ۱ فوریه ۲۰۰۱    |
| ۱۷۳۵۸۷ | 2001 CA24   | ۱ فوریه ۲۰۰۱    |
| ۱۷۳۵۸۸ | 2001 DK9    | ۱۶ فوریه ۲۰۰۱   |
| ۱۷۳۵۸۹ | 2001 DE11   | ۱۷ فوریه ۲۰۰۱   |
| ۱۷۳۵۹۰ | 2001 DU11   | ۱۷ فوریه ۲۰۰۱   |
| ۱۷۳۵۹۱ | 2001 DH24   | ۱۷ فوریه ۲۰۰۱   |
| ۱۷۳۵۹۲ | 2001 DQ26   | ۱۷ فوریه ۲۰۰۱   |
| ۱۷۳۵۹۳ | 2001 DK30   | ۱۷ فوریه ۲۰۰۱   |
| ۱۷۳۵۹۴ | 2001 DA33   | ۱۷ فوریه ۲۰۰۱   |
| ۱۷۳۵۹۵ | 2001 DL44   | ۱۹ فوریه ۲۰۰۱   |
| ۱۷۳۵۹۶ | 2001 DC48   | ۱۹ فوریه ۲۰۰۱   |
| ۱۷۳۵۹۷ | 2001 DD50   | ۱۶ فوریه ۲۰۰۱   |
| ۱۷۳۵۹۸ | 2001 DW50   | ۱۶ فوریه ۲۰۰۱   |
| ۱۷۳۵۹۹ | 2001 DF53   | ۱۹ فوریه ۲۰۰۱   |
| ۱۷۳۶۰۰ | 2001 DJ57   | ۱۶ فوریه ۲۰۰۱   |
| ۱۷۳۶۰۱ | 2001 DJ59   | ۱۷ فوریه ۲۰۰۱   |
| ۱۷۳۶۰۲ | 2001 DC66   | ۱۹ فوریه ۲۰۰۱   |
| ۱۷۳۶۰۳ | 2001 DF76   | ۲۰ فوریه ۲۰۰۱   |
| ۱۷۳۶۰۴ | 2001 DS101  | ۱۶ فوریه ۲۰۰۱   |
| ۱۷۳۶۰۵ | 2001 EM5    | ۲ مارس ۲۰۰۱     |
| ۱۷۳۶۰۶ | 2001 EU8    | ۲ مارس ۲۰۰۱     |
| ۱۷۳۶۰۷ | 2001 ER11   | ۲ مارس ۲۰۰۱     |
| ۱۷۳۶۰۸ | 2001 EP12   | ۱۳ مارس ۲۰۰۱    |
| ۱۷۳۶۰۹ | 2001 EC21   | ۱۵ مارس ۲۰۰۱    |
| ۱۷۳۶۱۰ | 2001 FL3    | ۱۸ مارس ۲۰۰۱    |
| ۱۷۳۶۱۱ | 2001 FJ9    | ۱۹ مارس ۲۰۰۱    |
| ۱۷۳۶۱۲ | 2001 FV10   | ۱۹ مارس ۲۰۰۱    |
| ۱۷۳۶۱۳ | 2001 FR17   | ۱۹ مارس ۲۰۰۱    |
| ۱۷۳۶۱۴ | 2001 FN24   | ۱۷ مارس ۲۰۰۱    |
| ۱۷۳۶۱۵ | 2001 FK27   | ۱۸ مارس ۲۰۰۱    |
| ۱۷۳۶۱۶ | 2001 FO27   | ۱۸ مارس ۲۰۰۱    |
| ۱۷۳۶۱۷ | 2001 FX35   | ۱۸ مارس ۲۰۰۱    |
| ۱۷۳۶۱۸ | 2001 FL38   | ۱۸ مارس ۲۰۰۱    |
| ۱۷۳۶۱۹ | 2001 FR41   | ۱۸ مارس ۲۰۰۱    |
| ۱۷۳۶۲۰ | 2001 FE42   | ۱۸ مارس ۲۰۰۱    |
| ۱۷۳۶۲۱ | 2001 FU48   | ۱۸ مارس ۲۰۰۱    |
| ۱۷۳۶۲۲ | 2001 FT49   | ۱۸ مارس ۲۰۰۱    |
| ۱۷۳۶۲۳ | 2001 FY51   | ۱۸ مارس ۲۰۰۱    |
| ۱۷۳۶۲۴ | 2001 FA53   | ۱۸ مارس ۲۰۰۱    |
| ۱۷۳۶۲۵ | 2001 FJ57   | ۲۱ مارس ۲۰۰۱    |
| ۱۷۳۶۲۶ | 2001 FQ62   | ۱۹ مارس ۲۰۰۱    |
| ۱۷۳۶۲۷ | 2001 FC66   | ۱۹ مارس ۲۰۰۱    |
| ۱۷۳۶۲۸ | 2001 FF66   | ۱۹ مارس ۲۰۰۱    |
| ۱۷۳۶۲۹ | 2001 FC69   | ۱۹ مارس ۲۰۰۱    |
| ۱۷۳۶۳۰ | 2001 FK72   | ۱۹ مارس ۲۰۰۱    |
| ۱۷۳۶۳۱ | 2001 FH87   | ۲۱ مارس ۲۰۰۱    |
| ۱۷۳۶۳۲ | 2001 FT87   | ۲۱ مارس ۲۰۰۱    |
| ۱۷۳۶۳۳ | 2001 FM92   | ۱۶ مارس ۲۰۰۱    |
| ۱۷۳۶۳۴ | 2001 FB106  | ۱۸ مارس ۲۰۰۱    |
| ۱۷۳۶۳۵ | 2001 FQ106  | ۱۸ مارس ۲۰۰۱    |
| ۱۷۳۶۳۶ | 2001 FV107  | ۱۸ مارس ۲۰۰۱    |
| ۱۷۳۶۳۷ | 2001 FS122  | ۲۳ مارس ۲۰۰۱    |
| ۱۷۳۶۳۸ | 2001 FQ125  | ۲۴ مارس ۲۰۰۱    |
| ۱۷۳۶۳۹ | 2001 FH133  | ۲۰ مارس ۲۰۰۱    |
| ۱۷۳۶۴۰ | 2001 FK140  | ۲۱ مارس ۲۰۰۱    |
| ۱۷۳۶۴۱ | 2001 FE142  | ۲۳ مارس ۲۰۰۱    |
| ۱۷۳۶۴۲ | 2001 FK150  | ۲۴ مارس ۲۰۰۱    |
| ۱۷۳۶۴۳ | 2001 FG154  | ۲۲ مارس ۲۰۰۱    |
| ۱۷۳۶۴۴ | 2001 FC161  | ۲۹ مارس ۲۰۰۱    |
| ۱۷۳۶۴۵ | 2001 FX163  | ۱۸ مارس ۲۰۰۱    |
| ۱۷۳۶۴۶ | 2001 FM170  | ۲۴ مارس ۲۰۰۱    |
| ۱۷۳۶۴۷ | 2001 FD171  | ۲۴ مارس ۲۰۰۱    |
| ۱۷۳۶۴۸ | 2001 FS171  | ۲۴ مارس ۲۰۰۱    |
| ۱۷۳۶۴۹ | 2001 FS184  | ۲۶ مارس ۲۰۰۱    |
| ۱۷۳۶۵۰ | 2001 FO186  | ۱۸ مارس ۲۰۰۱    |
| ۱۷۳۶۵۱ | 2001 FZ186  | ۱۸ مارس ۲۰۰۱    |
| ۱۷۳۶۵۲ | 2001 FN193  | ۱۸ مارس ۲۰۰۱    |
| ۱۷۳۶۵۳ | 2001 GY2    | ۱۴ آوریل ۲۰۰۱   |
| ۱۷۳۶۵۴ | 2001 HC2    | ۱۷ آوریل ۲۰۰۱   |
| ۱۷۳۶۵۵ | 2001 HX12   | ۱۸ آوریل ۲۰۰۱   |
| ۱۷۳۶۵۶ | 2001 HD13   | ۱۸ آوریل ۲۰۰۱   |
| ۱۷۳۶۵۷ | 2001 HN14   | ۲۱ آوریل ۲۰۰۱   |
| ۱۷۳۶۵۸ | 2001 HX26   | ۲۷ آوریل ۲۰۰۱   |
| ۱۷۳۶۵۹ | 2001 HC38   | ۲۷ آوریل ۲۰۰۱   |
| ۱۷۳۶۶۰ | 2001 HD53   | ۲۳ آوریل ۲۰۰۱   |
| ۱۷۳۶۶۱ | 2001 HR61   | ۲۴ آوریل ۲۰۰۱   |
| ۱۷۳۶۶۲ | 2001 HT63   | ۲۶ آوریل ۲۰۰۱   |
| ۱۷۳۶۶۳ | 2001 HW63   | ۲۷ آوریل ۲۰۰۱   |
| ۱۷۳۶۶۴ | 2001 JU2    | ۱۵ مه ۲۰۰۱      |
| ۱۷۳۶۶۵ | 2001 KM3    | ۱۷ مه ۲۰۰۱      |
| ۱۷۳۶۶۶ | 2001 KN3    | ۱۷ مه ۲۰۰۱      |
| ۱۷۳۶۶۷ | 2001 KZ14   | ۱۸ مه ۲۰۰۱      |
| ۱۷۳۶۶۸ | 2001 KU38   | ۲۲ مه ۲۰۰۱      |
| ۱۷۳۶۶۹ | 2001 KU52   | ۱۸ مه ۲۰۰۱      |
| ۱۷۳۶۷۰ | 2001 LR17   | ۱۵ ژوئن ۲۰۰۱    |
| ۱۷۳۶۷۱ | 2001 MV15   | ۲۷ ژوئن ۲۰۰۱    |
| ۱۷۳۶۷۲ | 2001 NY8    | ۱۲ ژوئیه ۲۰۰۱   |
| ۱۷۳۶۷۳ | 2001 NQ17   | ۱۴ ژوئیه ۲۰۰۱   |
| ۱۷۳۶۷۴ | 2001 OC2    | ۱۸ ژوئیه ۲۰۰۱   |
| ۱۷۳۶۷۵ | 2001 OZ7    | ۱۷ ژوئیه ۲۰۰۱   |
| ۱۷۳۶۷۶ | 2001 OQ11   | ۱۸ ژوئیه ۲۰۰۱   |
| ۱۷۳۶۷۷ | 2001 OV18   | ۱۷ ژوئیه ۲۰۰۱   |
| ۱۷۳۶۷۸ | 2001 OM29   | ۱۸ ژوئیه ۲۰۰۱   |
| ۱۷۳۶۷۹ | 2001 OH39   | ۲۰ ژوئیه ۲۰۰۱   |
| ۱۷۳۶۸۰ | 2001 OZ45   | ۱۶ ژوئیه ۲۰۰۱   |
| ۱۷۳۶۸۱ | 2001 OU50   | ۲۰ ژوئیه ۲۰۰۱   |
| ۱۷۳۶۸۲ | 2001 OX61   | ۲۱ ژوئیه ۲۰۰۱   |
| ۱۷۳۶۸۳ | 2001 OB63   | ۲۷ ژوئیه ۲۰۰۱   |
| ۱۷۳۶۸۴ | 2001 OP100  | ۲۷ ژوئیه ۲۰۰۱   |
| ۱۷۳۶۸۵ | 2001 OP106  | ۲۹ ژوئیه ۲۰۰۱   |
| ۱۷۳۶۸۶ | 2001 OP110  | ۲۵ ژوئیه ۲۰۰۱   |
| ۱۷۳۶۸۷ | 2001 OY112  | ۲۶ ژوئیه ۲۰۰۱   |
| ۱۷۳۶۸۸ | 2001 PM5    | ۱۰ اوت ۲۰۰۱     |
| ۱۷۳۶۸۹ | 2001 PK9    | ۱۰ اوت ۲۰۰۱     |
| ۱۷۳۶۹۰ | 2001 PL16   | ۹ اوت ۲۰۰۱      |
| ۱۷۳۶۹۱ | 2001 PM19   | ۱۰ اوت ۲۰۰۱     |
| ۱۷۳۶۹۲ | 2001 PS20   | ۱۰ اوت ۲۰۰۱     |
| ۱۷۳۶۹۳ | 2001 PY37   | ۱۱ اوت ۲۰۰۱     |
| ۱۷۳۶۹۴ | 2001 PS38   | ۱۱ اوت ۲۰۰۱     |
| ۱۷۳۶۹۵ | 2001 PB65   | ۸ اوت ۲۰۰۱      |
| ۱۷۳۶۹۵ | 2001 QN     | ۱۶ اوت ۲۰۰۱     |
| ۱۷۳۶۹۷ | 2001 QL5    | ۱۶ اوت ۲۰۰۱     |
| ۱۷۳۶۹۸ | 2001 QR16   | ۱۶ اوت ۲۰۰۱     |
| ۱۷۳۶۹۹ | 2001 QR34   | ۱۶ اوت ۲۰۰۱     |
| ۱۷۳۷۰۰ | 2001 QC36   | ۱۶ اوت ۲۰۰۱     |
| ۱۷۳۷۰۱ | 2001 QC43   | ۱۶ اوت ۲۰۰۱     |
| ۱۷۳۷۰۲ | 2001 QN46   | ۱۶ اوت ۲۰۰۱     |
| ۱۷۳۷۰۳ | 2001 QY50   | ۱۶ اوت ۲۰۰۱     |
| ۱۷۳۷۰۴ | 2001 QG51   | ۱۶ اوت ۲۰۰۱     |
| ۱۷۳۷۰۵ | 2001 QB61   | ۱۹ اوت ۲۰۰۱     |
| ۱۷۳۷۰۶ | 2001 QQ66   | ۱۷ اوت ۲۰۰۱     |
| ۱۷۳۷۰۷ | 2001 QL94   | ۲۳ اوت ۲۰۰۱     |
| ۱۷۳۷۰۸ | 2001 QS94   | ۲۳ اوت ۲۰۰۱     |
| ۱۷۳۷۰۹ | 2001 QU106  | ۲۲ اوت ۲۰۰۱     |
| ۱۷۳۷۱۰ | 2001 QU121  | ۱۹ اوت ۲۰۰۱     |
| ۱۷۳۷۱۱ | 2001 QR124  | ۱۹ اوت ۲۰۰۱     |
| ۱۷۳۷۱۲ | 2001 QD130  | ۲۰ اوت ۲۰۰۱     |
| ۱۷۳۷۱۳ | 2001 QC135  | ۲۲ اوت ۲۰۰۱     |
| ۱۷۳۷۱۴ | 2001 QR139  | ۲۲ اوت ۲۰۰۱     |
| ۱۷۳۷۱۵ | 2001 QD144  | ۲۱ اوت ۲۰۰۱     |
| ۱۷۳۷۱۶ | 2001 QY148  | ۲۱ اوت ۲۰۰۱     |
| ۱۷۳۷۱۷ | 2001 QC152  | ۲۶ اوت ۲۰۰۱     |
| ۱۷۳۷۱۸ | 2001 QA153  | ۲۷ اوت ۲۰۰۱     |
| ۱۷۳۷۱۹ | 2001 QX177  | ۲۶ اوت ۲۰۰۱     |
| ۱۷۳۷۲۰ | 2001 QZ182  | ۲۳ اوت ۲۰۰۱     |
| ۱۷۳۷۲۱ | 2001 QM188  | ۲۲ اوت ۲۰۰۱     |
| ۱۷۳۷۲۲ | 2001 QK193  | ۲۲ اوت ۲۰۰۱     |
| ۱۷۳۷۲۳ | 2001 QE195  | ۲۲ اوت ۲۰۰۱     |
| ۱۷۳۷۲۴ | 2001 QQ200  | ۲۲ اوت ۲۰۰۱     |
| ۱۷۳۷۲۵ | 2001 QE204  | ۲۳ اوت ۲۰۰۱     |
| ۱۷۳۷۲۶ | 2001 QJ209  | ۲۳ اوت ۲۰۰۱     |
| ۱۷۳۷۲۷ | 2001 QS210  | ۲۳ اوت ۲۰۰۱     |
| ۱۷۳۷۲۸ | 2001 QP213  | ۲۳ اوت ۲۰۰۱     |
| ۱۷۳۷۲۹ | 2001 QU216  | ۲۳ اوت ۲۰۰۱     |
| ۱۷۳۷۳۰ | 2001 QW218  | ۲۳ اوت ۲۰۰۱     |
| ۱۷۳۷۳۱ | 2001 QK223  | ۲۴ اوت ۲۰۰۱     |
| ۱۷۳۷۳۲ | 2001 QV224  | ۲۴ اوت ۲۰۰۱     |
| ۱۷۳۷۳۳ | 2001 QH238  | ۲۴ اوت ۲۰۰۱     |
| ۱۷۳۷۳۴ | 2001 QT241  | ۲۴ اوت ۲۰۰۱     |
| ۱۷۳۷۳۵ | 2001 QT270  | ۱۹ اوت ۲۰۰۱     |
| ۱۷۳۷۳۶ | 2001 QJ273  | ۱۹ اوت ۲۰۰۱     |
| ۱۷۳۷۳۷ | 2001 QM274  | ۱۹ اوت ۲۰۰۱     |
| ۱۷۳۷۳۸ | 2001 QJ278  | ۱۹ اوت ۲۰۰۱     |
| ۱۷۳۷۳۹ | 2001 QZ286  | ۱۷ اوت ۲۰۰۱     |
| ۱۷۳۷۴۰ | 2001 QX287  | ۱۷ اوت ۲۰۰۱     |
| ۱۷۳۷۴۱ | 2001 QL295  | ۲۴ اوت ۲۰۰۱     |
| ۱۷۳۷۴۲ | 2001 QJ328  | ۲۶ اوت ۲۰۰۱     |
| ۱۷۳۷۴۳ | 2001 QS328  | ۲۹ اوت ۲۰۰۱     |
| ۱۷۳۷۴۴ | 2001 RP21   | ۷ سپتامبر ۲۰۰۱  |
| ۱۷۳۷۴۵ | 2001 RD24   | ۷ سپتامبر ۲۰۰۱  |
| ۱۷۳۷۴۶ | 2001 RH24   | ۷ سپتامبر ۲۰۰۱  |
| ۱۷۳۷۴۷ | 2001 RL30   | ۷ سپتامبر ۲۰۰۱  |
| ۱۷۳۷۴۸ | 2001 RW30   | ۷ سپتامبر ۲۰۰۱  |
| ۱۷۳۷۴۹ | 2001 RC36   | ۸ سپتامبر ۲۰۰۱  |
| ۱۷۳۷۵۰ | 2001 RB43   | ۷ سپتامبر ۲۰۰۱  |
| ۱۷۳۷۵۱ | 2001 RE46   | ۱۲ سپتامبر ۲۰۰۱ |
| ۱۷۳۷۵۲ | 2001 RB51   | ۱۱ سپتامبر ۲۰۰۱ |
| ۱۷۳۷۵۳ | 2001 RJ82   | ۱۱ سپتامبر ۲۰۰۱ |
| ۱۷۳۷۵۴ | 2001 RQ96   | ۱۲ سپتامبر ۲۰۰۱ |
| ۱۷۳۷۵۵ | 2001 RW97   | ۱۲ سپتامبر ۲۰۰۱ |
| ۱۷۳۷۵۶ | 2001 RM100  | ۱۲ سپتامبر ۲۰۰۱ |
| ۱۷۳۷۵۷ | 2001 RE104  | ۱۲ سپتامبر ۲۰۰۱ |
| ۱۷۳۷۵۸ | 2001 RF105  | ۱۲ سپتامبر ۲۰۰۱ |
| ۱۷۳۷۵۹ | 2001 RG106  | ۱۲ سپتامبر ۲۰۰۱ |
| ۱۷۳۷۶۰ | 2001 RG113  | ۱۲ سپتامبر ۲۰۰۱ |
| ۱۷۳۷۶۱ | 2001 RD117  | ۱۲ سپتامبر ۲۰۰۱ |
| ۱۷۳۷۶۲ | 2001 RC121  | ۱۲ سپتامبر ۲۰۰۱ |
| ۱۷۳۷۶۳ | 2001 RY122  | ۱۲ سپتامبر ۲۰۰۱ |
| ۱۷۳۷۶۴ | 2001 RF123  | ۱۲ سپتامبر ۲۰۰۱ |
| ۱۷۳۷۶۵ | 2001 RA135  | ۱۲ سپتامبر ۲۰۰۱ |
| ۱۷۳۷۶۶ | 2001 RV137  | ۱۲ سپتامبر ۲۰۰۱ |
| ۱۷۳۷۶۷ | 2001 RC138  | ۱۲ سپتامبر ۲۰۰۱ |
| ۱۷۳۷۶۸ | 2001 RB143  | ۱۵ سپتامبر ۲۰۰۱ |
| ۱۷۳۷۶۹ | 2001 RC143  | ۱۵ سپتامبر ۲۰۰۱ |
| ۱۷۳۷۷۰ | 2001 RQ149  | ۱۱ سپتامبر ۲۰۰۱ |
| ۱۷۳۷۷۱ | 2001 RF152  | ۱۱ سپتامبر ۲۰۰۱ |
| ۱۷۳۷۷۲ | 2001 RW152  | ۱۱ سپتامبر ۲۰۰۱ |
| ۱۷۳۷۷۳ | 2001 RF154  | ۱۵ سپتامبر ۲۰۰۱ |
| ۱۷۳۷۷۴ | 2001 SY11   | ۱۶ سپتامبر ۲۰۰۱ |
| ۱۷۳۷۷۵ | 2001 SZ15   | ۱۶ سپتامبر ۲۰۰۱ |
| ۱۷۳۷۷۶ | 2001 SE19   | ۱۶ سپتامبر ۲۰۰۱ |
| ۱۷۳۷۷۷ | 2001 SF19   | ۱۶ سپتامبر ۲۰۰۱ |
| ۱۷۳۷۷۸ | 2001 SK22   | ۱۶ سپتامبر ۲۰۰۱ |
| ۱۷۳۷۷۹ | 2001 SC32   | ۱۶ سپتامبر ۲۰۰۱ |
| ۱۷۳۷۸۰ | 2001 SV32   | ۱۶ سپتامبر ۲۰۰۱ |
| ۱۷۳۷۸۱ | 2001 SB61   | ۱۷ سپتامبر ۲۰۰۱ |
| ۱۷۳۷۸۲ | 2001 SZ76   | ۱۶ سپتامبر ۲۰۰۱ |
| ۱۷۳۷۸۳ | 2001 SL77   | ۱۷ سپتامبر ۲۰۰۱ |
| ۱۷۳۷۸۴ | 2001 SO77   | ۱۷ سپتامبر ۲۰۰۱ |
| ۱۷۳۷۸۵ | 2001 SQ82   | ۲۰ سپتامبر ۲۰۰۱ |
| ۱۷۳۷۸۶ | 2001 SC84   | ۲۰ سپتامبر ۲۰۰۱ |
| ۱۷۳۷۸۷ | 2001 SF85   | ۲۰ سپتامبر ۲۰۰۱ |
| ۱۷۳۷۸۸ | 2001 SR90   | ۲۰ سپتامبر ۲۰۰۱ |
| ۱۷۳۷۸۹ | 2001 SM98   | ۲۰ سپتامبر ۲۰۰۱ |
| ۱۷۳۷۹۰ | 2001 SO113  | ۲۰ سپتامبر ۲۰۰۱ |
| ۱۷۳۷۹۱ | 2001 SS122  | ۱۶ سپتامبر ۲۰۰۱ |
| ۱۷۳۷۹۲ | 2001 SY133  | ۱۶ سپتامبر ۲۰۰۱ |
| ۱۷۳۷۹۳ | 2001 SB135  | ۱۶ سپتامبر ۲۰۰۱ |
| ۱۷۳۷۹۴ | 2001 SB138  | ۱۶ سپتامبر ۲۰۰۱ |
| ۱۷۳۷۹۵ | 2001 SH141  | ۱۶ سپتامبر ۲۰۰۱ |
| ۱۷۳۷۹۶ | 2001 SD160  | ۱۷ سپتامبر ۲۰۰۱ |
| ۱۷۳۷۹۷ | 2001 SO166  | ۱۹ سپتامبر ۲۰۰۱ |
| ۱۷۳۷۹۸ | 2001 SA191  | ۱۹ سپتامبر ۲۰۰۱ |
| ۱۷۳۷۹۹ | 2001 SF202  | ۱۹ سپتامبر ۲۰۰۱ |
| ۱۷۳۸۰۰ | 2001 SS218  | ۱۹ سپتامبر ۲۰۰۱ |
| ۱۷۳۸۰۱ | 2001 SE225  | ۱۹ سپتامبر ۲۰۰۱ |
| ۱۷۳۸۰۲ | 2001 SN228  | ۱۹ سپتامبر ۲۰۰۱ |
| ۱۷۳۸۰۳ | 2001 SO229  | ۱۹ سپتامبر ۲۰۰۱ |
| ۱۷۳۸۰۴ | 2001 SM233  | ۱۹ سپتامبر ۲۰۰۱ |
| ۱۷۳۸۰۵ | 2001 SO233  | ۱۹ سپتامبر ۲۰۰۱ |
| ۱۷۳۸۰۶ | 2001 SO237  | ۱۹ سپتامبر ۲۰۰۱ |
| ۱۷۳۸۰۷ | 2001 SG238  | ۱۹ سپتامبر ۲۰۰۱ |
| ۱۷۳۸۰۸ | 2001 SH239  | ۱۹ سپتامبر ۲۰۰۱ |
| ۱۷۳۸۰۹ | 2001 SJ241  | ۱۹ سپتامبر ۲۰۰۱ |
| ۱۷۳۸۱۰ | 2001 SW256  | ۱۹ سپتامبر ۲۰۰۱ |
| ۱۷۳۸۱۱ | 2001 SQ270  | ۱۶ سپتامبر ۲۰۰۱ |
| ۱۷۳۸۱۲ | 2001 SO277  | ۲۱ سپتامبر ۲۰۰۱ |
| ۱۷۳۸۱۳ | 2001 SP283  | ۲۰ سپتامبر ۲۰۰۱ |
| ۱۷۳۸۱۴ | 2001 SR292  | ۱۶ سپتامبر ۲۰۰۱ |
| ۱۷۳۸۱۵ | 2001 SG298  | ۲۰ سپتامبر ۲۰۰۱ |
| ۱۷۳۸۱۶ | 2001 SV301  | ۲۰ سپتامبر ۲۰۰۱ |
| ۱۷۳۸۱۷ | 2001 SU305  | ۲۰ سپتامبر ۲۰۰۱ |
| ۱۷۳۸۱۸ | 2001 SR315  | ۲۵ سپتامبر ۲۰۰۱ |
| ۱۷۳۸۱۹ | 2001 SD324  | ۲۶ سپتامبر ۲۰۰۱ |
| ۱۷۳۸۲۰ | 2001 SJ328  | ۱۹ سپتامبر ۲۰۰۱ |
| ۱۷۳۸۲۱ | 2001 SY334  | ۲۰ سپتامبر ۲۰۰۱ |
| ۱۷۳۸۲۲ | 2001 SJ335  | ۲۰ سپتامبر ۲۰۰۱ |
| ۱۷۳۸۲۳ | 2001 SO342  | ۲۱ سپتامبر ۲۰۰۱ |
| ۱۷۳۸۲۴ | 2001 SU344  | ۲۳ سپتامبر ۲۰۰۱ |
| ۱۷۳۸۲۵ | 2001 SL345  | ۲۳ سپتامبر ۲۰۰۱ |
| ۱۷۳۸۲۶ | 2001 SX348  | ۲۲ سپتامبر ۲۰۰۱ |
| ۱۷۳۸۲۷ | 2001 TT17   | ۱۴ اکتبر ۲۰۰۱   |
| ۱۷۳۸۲۸ | 2001 TX21   | ۱۱ اکتبر ۲۰۰۱   |
| ۱۷۳۸۲۹ | 2001 TJ34   | ۱۴ اکتبر ۲۰۰۱   |
| ۱۷۳۸۳۰ | 2001 TO60   | ۱۳ اکتبر ۲۰۰۱   |
| ۱۷۳۸۳۱ | 2001 TV64   | ۱۳ اکتبر ۲۰۰۱   |
| ۱۷۳۸۳۲ | 2001 TO81   | ۱۴ اکتبر ۲۰۰۱   |
| ۱۷۳۸۳۳ | 2001 TW82   | ۱۴ اکتبر ۲۰۰۱   |
| ۱۷۳۸۳۴ | 2001 TE87   | ۱۴ اکتبر ۲۰۰۱   |
| ۱۷۳۸۳۵ | 2001 TC91   | ۱۴ اکتبر ۲۰۰۱   |
| ۱۷۳۸۳۶ | 2001 TV91   | ۱۴ اکتبر ۲۰۰۱   |
| ۱۷۳۸۳۷ | 2001 TP96   | ۱۴ اکتبر ۲۰۰۱   |
| ۱۷۳۸۳۸ | 2001 TD100  | ۱۴ اکتبر ۲۰۰۱   |
| ۱۷۳۸۳۹ | 2001 TH100  | ۱۴ اکتبر ۲۰۰۱   |
| ۱۷۳۸۴۰ | 2001 TS100  | ۱۴ اکتبر ۲۰۰۱   |
| ۱۷۳۸۴۱ | 2001 TU108  | ۱۴ اکتبر ۲۰۰۱   |
| ۱۷۳۸۴۲ | 2001 TM118  | ۱۵ اکتبر ۲۰۰۱   |
| ۱۷۳۸۴۳ | 2001 TN118  | ۱۵ اکتبر ۲۰۰۱   |
| ۱۷۳۸۴۴ | 2001 TK119  | ۱۵ اکتبر ۲۰۰۱   |
| ۱۷۳۸۴۵ | 2001 TP123  | ۱۲ اکتبر ۲۰۰۱   |
| ۱۷۳۸۴۶ | 2001 TX125  | ۱۲ اکتبر ۲۰۰۱   |
| ۱۷۳۸۴۷ | 2001 TA134  | ۱۲ اکتبر ۲۰۰۱   |
| ۱۷۳۸۴۸ | 2001 TC134  | ۱۲ اکتبر ۲۰۰۱   |
| ۱۷۳۸۴۹ | 2001 TY139  | ۱۰ اکتبر ۲۰۰۱   |
| ۱۷۳۸۵۰ | 2001 TK140  | ۱۰ اکتبر ۲۰۰۱   |
| ۱۷۳۸۵۱ | 2001 TK143  | ۱۰ اکتبر ۲۰۰۱   |
| ۱۷۳۸۵۲ | 2001 TC150  | ۱۰ اکتبر ۲۰۰۱   |
| ۱۷۳۸۵۳ | 2001 TY154  | ۱۵ اکتبر ۲۰۰۱   |
| ۱۷۳۸۵۴ | 2001 TM157  | ۱۴ اکتبر ۲۰۰۱   |
| ۱۷۳۸۵۵ | 2001 TO169  | ۱۵ اکتبر ۲۰۰۱   |
| ۱۷۳۸۵۶ | 2001 TZ170  | ۱۵ اکتبر ۲۰۰۱   |
| ۱۷۳۸۵۷ | 2001 TH172  | ۱۳ اکتبر ۲۰۰۱   |
| ۱۷۳۸۵۸ | 2001 TA175  | ۱۵ اکتبر ۲۰۰۱   |
| ۱۷۳۸۵۹ | 2001 TL182  | ۱۴ اکتبر ۲۰۰۱   |
| ۱۷۳۸۶۰ | 2001 TP182  | ۱۴ اکتبر ۲۰۰۱   |
| ۱۷۳۸۶۱ | 2001 TF194  | ۱۵ اکتبر ۲۰۰۱   |
| ۱۷۳۸۶۲ | 2001 TB196  | ۱۲ اکتبر ۲۰۰۱   |
| ۱۷۳۸۶۳ | 2001 TR204  | ۱۱ اکتبر ۲۰۰۱   |
| ۱۷۳۸۶۴ | 2001 TA206  | ۱۱ اکتبر ۲۰۰۱   |
| ۱۷۳۸۶۵ | 2001 TS206  | ۱۱ اکتبر ۲۰۰۱   |
| ۱۷۳۸۶۶ | 2001 TY206  | ۱۱ اکتبر ۲۰۰۱   |
| ۱۷۳۸۶۷ | 2001 TE211  | ۱۳ اکتبر ۲۰۰۱   |
| ۱۷۳۸۶۸ | 2001 TM212  | ۱۳ اکتبر ۲۰۰۱   |
| ۱۷۳۸۶۹ | 2001 TV216  | ۱۳ اکتبر ۲۰۰۱   |
| ۱۷۳۸۷۰ | 2001 TZ220  | ۱۴ اکتبر ۲۰۰۱   |
| ۱۷۳۸۷۱ | 2001 TW235  | ۱۵ اکتبر ۲۰۰۱   |
| ۱۷۳۸۷۲ | 2001 TJ245  | ۱۴ اکتبر ۲۰۰۱   |
| ۱۷۳۸۷۳ | 2001 TQ256  | ۱۰ اکتبر ۲۰۰۱   |
| ۱۷۳۸۷۴ | 2001 UO10   | ۲۱ اکتبر ۲۰۰۱   |
| ۱۷۳۸۷۵ | 2001 UQ14   | ۲۴ اکتبر ۲۰۰۱   |
| ۱۷۳۸۷۶ | 2001 UW14   | ۲۴ اکتبر ۲۰۰۱   |
| ۱۷۳۸۷۷ | 2001 UY24   | ۱۸ اکتبر ۲۰۰۱   |
| ۱۷۳۸۷۸ | 2001 UN38   | ۱۷ اکتبر ۲۰۰۱   |
| ۱۷۳۸۷۹ | 2001 UR42   | ۱۷ اکتبر ۲۰۰۱   |
| ۱۷۳۸۸۰ | 2001 UQ44   | ۱۷ اکتبر ۲۰۰۱   |
| ۱۷۳۸۸۱ | 2001 UY45   | ۱۷ اکتبر ۲۰۰۱   |
| ۱۷۳۸۸۲ | 2001 UU48   | ۱۷ اکتبر ۲۰۰۱   |
| ۱۷۳۸۸۳ | 2001 UB55   | ۱۶ اکتبر ۲۰۰۱   |
| ۱۷۳۸۸۴ | 2001 UA56   | ۱۷ اکتبر ۲۰۰۱   |
| ۱۷۳۸۸۵ | 2001 UA61   | ۱۷ اکتبر ۲۰۰۱   |
| ۱۷۳۸۸۶ | 2001 UZ64   | ۱۸ اکتبر ۲۰۰۱   |
| ۱۷۳۸۸۷ | 2001 UB73   | ۱۶ اکتبر ۲۰۰۱   |
| ۱۷۳۸۸۸ | 2001 UC82   | ۲۰ اکتبر ۲۰۰۱   |
| ۱۷۳۸۸۹ | 2001 UW82   | ۲۰ اکتبر ۲۰۰۱   |
| ۱۷۳۸۹۰ | 2001 UM90   | ۲۱ اکتبر ۲۰۰۱   |
| ۱۷۳۸۹۱ | 2001 UU91   | ۱۸ اکتبر ۲۰۰۱   |
| ۱۷۳۸۹۲ | 2001 UE98   | ۱۷ اکتبر ۲۰۰۱   |
| ۱۷۳۸۹۳ | 2001 UB103  | ۲۰ اکتبر ۲۰۰۱   |
| ۱۷۳۸۹۴ | 2001 UD107  | ۲۰ اکتبر ۲۰۰۱   |
| ۱۷۳۸۹۵ | 2001 UC115  | ۲۲ اکتبر ۲۰۰۱   |
| ۱۷۳۸۹۶ | 2001 UM116  | ۲۲ اکتبر ۲۰۰۱   |
| ۱۷۳۸۹۷ | 2001 UD119  | ۲۲ اکتبر ۲۰۰۱   |
| ۱۷۳۸۹۸ | 2001 UN141  | ۲۳ اکتبر ۲۰۰۱   |
| ۱۷۳۸۹۹ | 2001 UG144  | ۲۳ اکتبر ۲۰۰۱   |
| ۱۷۳۹۰۰ | 2001 UG149  | ۲۳ اکتبر ۲۰۰۱   |
| ۱۷۳۹۰۱ | 2001 UR160  | ۲۳ اکتبر ۲۰۰۱   |
| ۱۷۳۹۰۲ | 2001 UN163  | ۲۳ اکتبر ۲۰۰۱   |
| ۱۷۳۹۰۳ | 2001 UH179  | ۲۶ اکتبر ۲۰۰۱   |
| ۱۷۳۹۰۴ | 2001 UX183  | ۱۶ اکتبر ۲۰۰۱   |
| ۱۷۳۹۰۵ | 2001 UZ205  | ۱۹ اکتبر ۲۰۰۱   |
| ۱۷۳۹۰۶ | 2001 UD225  | ۲۵ اکتبر ۲۰۰۱   |
| ۱۷۳۹۰۷ | 2001 VK2    | ۱۰ نوامبر ۲۰۰۱  |
| ۱۷۳۹۰۸ | 2001 VW10   | ۱۰ نوامبر ۲۰۰۱  |
| ۱۷۳۹۰۹ | 2001 VC17   | ۱۰ نوامبر ۲۰۰۱  |
| ۱۷۳۹۱۰ | 2001 VF31   | ۹ نوامبر ۲۰۰۱   |
| ۱۷۳۹۱۱ | 2001 VS31   | ۹ نوامبر ۲۰۰۱   |
| ۱۷۳۹۱۲ | 2001 VT36   | ۹ نوامبر ۲۰۰۱   |
| ۱۷۳۹۱۳ | 2001 VA42   | ۹ نوامبر ۲۰۰۱   |
| ۱۷۳۹۱۴ | 2001 VA48   | ۹ نوامبر ۲۰۰۱   |
| ۱۷۳۹۱۵ | 2001 VN49   | ۱۰ نوامبر ۲۰۰۱  |
| ۱۷۳۹۱۶ | 2001 VY55   | ۱۰ نوامبر ۲۰۰۱  |
| ۱۷۳۹۱۷ | 2001 VE56   | ۱۰ نوامبر ۲۰۰۱  |
| ۱۷۳۹۱۸ | 2001 VT56   | ۱۰ نوامبر ۲۰۰۱  |
| ۱۷۳۹۱۹ | 2001 VR58   | ۱۰ نوامبر ۲۰۰۱  |
| ۱۷۳۹۲۰ | 2001 VS58   | ۱۰ نوامبر ۲۰۰۱  |
| ۱۷۳۹۲۱ | 2001 VZ58   | ۱۰ نوامبر ۲۰۰۱  |
| ۱۷۳۹۲۲ | 2001 VC59   | ۱۰ نوامبر ۲۰۰۱  |
| ۱۷۳۹۲۳ | 2001 VN70   | ۱۱ نوامبر ۲۰۰۱  |
| ۱۷۳۹۲۴ | 2001 VP70   | ۱۱ نوامبر ۲۰۰۱  |
| ۱۷۳۹۲۵ | 2001 VQ84   | ۱۲ نوامبر ۲۰۰۱  |
| ۱۷۳۹۲۶ | 2001 VR89   | ۱۲ نوامبر ۲۰۰۱  |
| ۱۷۳۹۲۷ | 2001 VD90   | ۱۵ نوامبر ۲۰۰۱  |
| ۱۷۳۹۲۸ | 2001 VV92   | ۱۵ نوامبر ۲۰۰۱  |
| ۱۷۳۹۲۹ | 2001 VH93   | ۱۵ نوامبر ۲۰۰۱  |
| ۱۷۳۹۳۰ | 2001 VV95   | ۱۵ نوامبر ۲۰۰۱  |
| ۱۷۳۹۳۱ | 2001 VJ104  | ۱۲ نوامبر ۲۰۰۱  |
| ۱۷۳۹۳۲ | 2001 VD105  | ۱۲ نوامبر ۲۰۰۱  |
| ۱۷۳۹۳۳ | 2001 VS114  | ۱۲ نوامبر ۲۰۰۱  |
| ۱۷۳۹۳۴ | 2001 VC120  | ۱۲ نوامبر ۲۰۰۱  |
| ۱۷۳۹۳۵ | 2001 VA125  | ۱۱ نوامبر ۲۰۰۱  |
| ۱۷۳۹۳۶ | 2001 WM2    | ۱۷ نوامبر ۲۰۰۱  |
| ۱۷۳۹۳۷ | 2001 WK9    | ۱۷ نوامبر ۲۰۰۱  |
| ۱۷۳۹۳۸ | 2001 WJ10   | ۱۷ نوامبر ۲۰۰۱  |
| ۱۷۳۹۳۹ | 2001 WH12   | ۱۷ نوامبر ۲۰۰۱  |
| ۱۷۳۹۴۰ | 2001 WD39   | ۱۷ نوامبر ۲۰۰۱  |
| ۱۷۳۹۴۱ | 2001 WN51   | ۱۹ نوامبر ۲۰۰۱  |
| ۱۷۳۹۴۲ | 2001 WW56   | ۱۹ نوامبر ۲۰۰۱  |
| ۱۷۳۹۴۳ | 2001 WC62   | ۱۹ نوامبر ۲۰۰۱  |
| ۱۷۳۹۴۴ | 2001 WO63   | ۱۹ نوامبر ۲۰۰۱  |
| ۱۷۳۹۴۵ | 2001 WY65   | ۲۰ نوامبر ۲۰۰۱  |
| ۱۷۳۹۴۶ | 2001 WT74   | ۲۰ نوامبر ۲۰۰۱  |
| ۱۷۳۹۴۷ | 2001 WZ76   | ۲۰ نوامبر ۲۰۰۱  |
| ۱۷۳۹۴۸ | 2001 WW77   | ۲۰ نوامبر ۲۰۰۱  |
| ۱۷۳۹۴۹ | 2001 WH95   | ۲۰ نوامبر ۲۰۰۱  |
| ۱۷۳۹۵۰ | 2001 WC96   | ۲۰ نوامبر ۲۰۰۱  |
| ۱۷۳۹۵۱ | 2001 WO96   | ۱۷ نوامبر ۲۰۰۱  |
| ۱۷۳۹۵۲ | 2001 XJ7    | ۷ دسامبر ۲۰۰۱   |
| ۱۷۳۹۵۳ | 2001 XL11   | ۹ دسامبر ۲۰۰۱   |
| ۱۷۳۹۵۴ | 2001 XP11   | ۹ دسامبر ۲۰۰۱   |
| ۱۷۳۹۵۵ | 2001 XU11   | ۹ دسامبر ۲۰۰۱   |
| ۱۷۳۹۵۶ | 2001 XA14   | ۹ دسامبر ۲۰۰۱   |
| ۱۷۳۹۵۷ | 2001 XQ14   | ۹ دسامبر ۲۰۰۱   |
| ۱۷۳۹۵۸ | 2001 XR20   | ۹ دسامبر ۲۰۰۱   |
| ۱۷۳۹۵۹ | 2001 XE23   | ۹ دسامبر ۲۰۰۱   |
| ۱۷۳۹۶۰ | 2001 XG32   | ۷ دسامبر ۲۰۰۱   |
| ۱۷۳۹۶۱ | 2001 XJ34   | ۹ دسامبر ۲۰۰۱   |
| ۱۷۳۹۶۲ | 2001 XR43   | ۹ دسامبر ۲۰۰۱   |
| ۱۷۳۹۶۳ | 2001 XR60   | ۱۰ دسامبر ۲۰۰۱  |
| ۱۷۳۹۶۴ | 2001 XF69   | ۱۱ دسامبر ۲۰۰۱  |
| ۱۷۳۹۶۵ | 2001 XC71   | ۱۱ دسامبر ۲۰۰۱  |
| ۱۷۳۹۶۶ | 2001 XJ76   | ۱۱ دسامبر ۲۰۰۱  |
| ۱۷۳۹۶۷ | 2001 XE78   | ۱۱ دسامبر ۲۰۰۱  |
| ۱۷۳۹۶۸ | 2001 XD82   | ۱۱ دسامبر ۲۰۰۱  |
| ۱۷۳۹۶۹ | 2001 XF82   | ۱۱ دسامبر ۲۰۰۱  |
| ۱۷۳۹۷۰ | 2001 XL83   | ۱۱ دسامبر ۲۰۰۱  |
| ۱۷۳۹۷۱ | 2001 XP91   | ۱۰ دسامبر ۲۰۰۱  |
| ۱۷۳۹۷۲ | 2001 XR111  | ۱۱ دسامبر ۲۰۰۱  |
| ۱۷۳۹۷۳ | 2001 XL122  | ۱۴ دسامبر ۲۰۰۱  |
| ۱۷۳۹۷۴ | 2001 XV127  | ۱۴ دسامبر ۲۰۰۱  |
| ۱۷۳۹۷۵ | 2001 XL131  | ۱۴ دسامبر ۲۰۰۱  |
| ۱۷۳۹۷۶ | 2001 XG132  | ۱۴ دسامبر ۲۰۰۱  |
| ۱۷۳۹۷۷ | 2001 XU133  | ۱۴ دسامبر ۲۰۰۱  |
| ۱۷۳۹۷۸ | 2001 XE135  | ۱۴ دسامبر ۲۰۰۱  |
| ۱۷۳۹۷۹ | 2001 XK135  | ۱۴ دسامبر ۲۰۰۱  |
| ۱۷۳۹۸۰ | 2001 XY135  | ۱۴ دسامبر ۲۰۰۱  |
| ۱۷۳۹۸۱ | 2001 XK139  | ۱۴ دسامبر ۲۰۰۱  |
| ۱۷۳۹۸۲ | 2001 XM140  | ۱۴ دسامبر ۲۰۰۱  |
| ۱۷۳۹۸۳ | 2001 XB142  | ۱۴ دسامبر ۲۰۰۱  |
| ۱۷۳۹۸۴ | 2001 XS148  | ۱۴ دسامبر ۲۰۰۱  |
| ۱۷۳۹۸۵ | 2001 XB157  | ۱۴ دسامبر ۲۰۰۱  |
| ۱۷۳۹۸۶ | 2001 XL158  | ۱۴ دسامبر ۲۰۰۱  |
| ۱۷۳۹۸۷ | 2001 XK162  | ۱۴ دسامبر ۲۰۰۱  |
| ۱۷۳۹۸۸ | 2001 XT163  | ۱۴ دسامبر ۲۰۰۱  |
| ۱۷۳۹۸۹ | 2001 XB164  | ۱۴ دسامبر ۲۰۰۱  |
| ۱۷۳۹۹۰ | 2001 XG170  | ۱۴ دسامبر ۲۰۰۱  |
| ۱۷۳۹۹۱ | 2001 XR170  | ۱۴ دسامبر ۲۰۰۱  |
| ۱۷۳۹۹۲ | 2001 XM178  | ۱۴ دسامبر ۲۰۰۱  |
| ۱۷۳۹۹۳ | 2001 XG198  | ۱۴ دسامبر ۲۰۰۱  |
| ۱۷۳۹۹۴ | 2001 XS200  | ۱۵ دسامبر ۲۰۰۱  |
| ۱۷۳۹۹۵ | 2001 XV204  | ۱۱ دسامبر ۲۰۰۱  |
| ۱۷۳۹۹۶ | 2001 XT205  | ۱۱ دسامبر ۲۰۰۱  |
| ۱۷۳۹۹۷ | 2001 XJ207  | ۱۱ دسامبر ۲۰۰۱  |
| ۱۷۳۹۹۸ | 2001 XX208  | ۱۱ دسامبر ۲۰۰۱  |
| ۱۷۳۹۹۹ | 2001 XQ222  | ۱۵ دسامبر ۲۰۰۱  |
| ۱۷۴۰۰۰ | 2001 XE233  | ۱۵ دسامبر ۲۰۰۱  |